# Andrej Rubljov (festő)

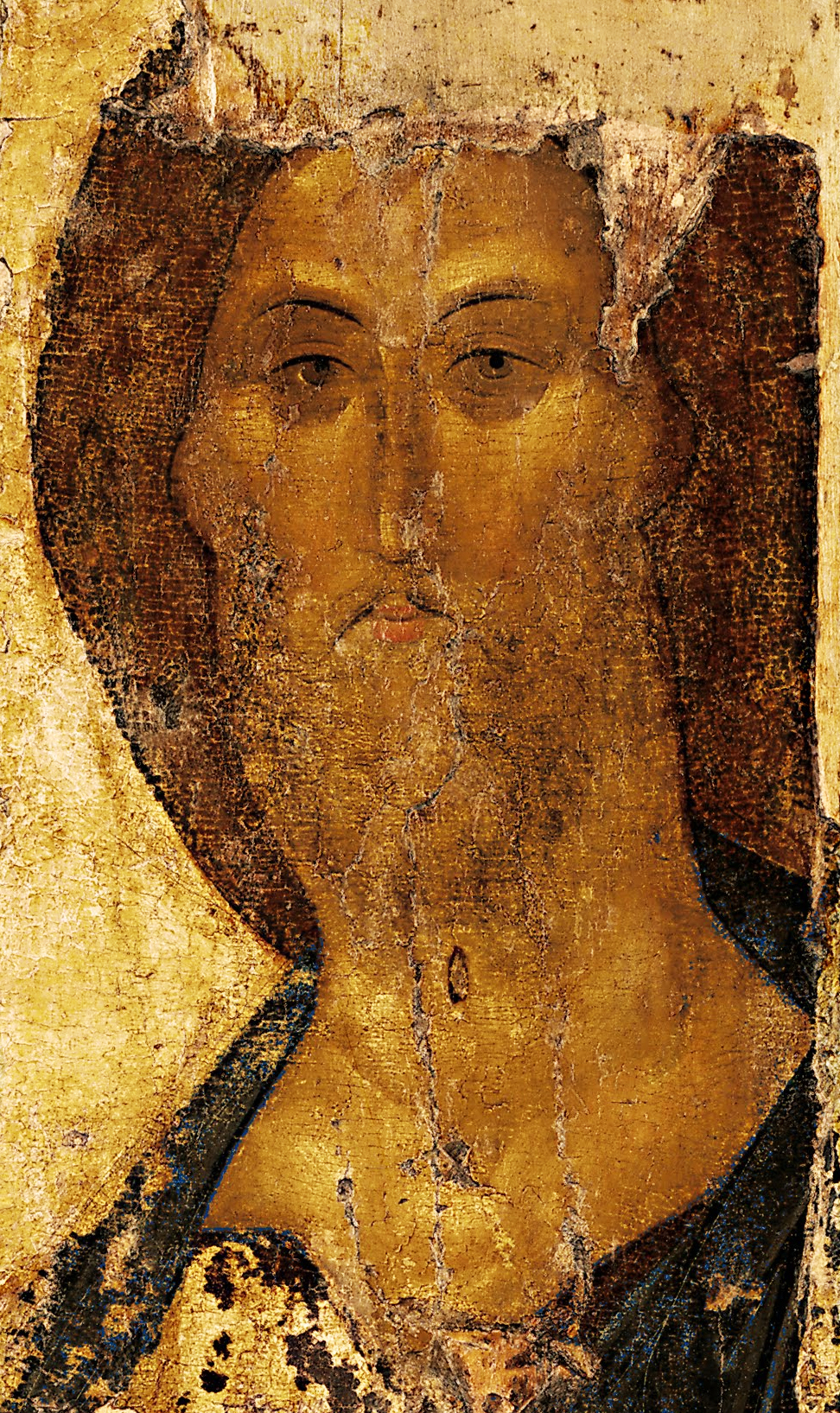
Andrej Rubljov: Megváltó (1410), részlet

(Szent) Andrej Rubljov (Андрей Рублёв), (1360 és 1370 között – Moszkva, 1430. január 29.) a legismertebb orosz ikonfestő.

## Élete, műveinek sorsa

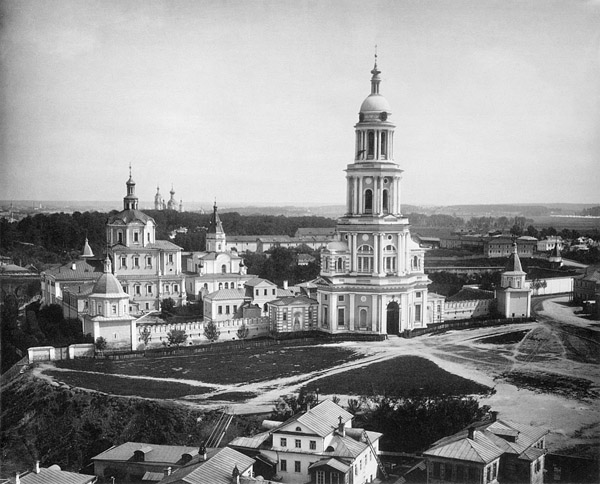
Andronyikov kolostor

### Tanulóévek
Életéről nagyon keveset tudunk. Családnevének eredetkutatói szerint valószínűleg kézművescsaládból származott. Születésének valószínűsíthető időpontjára életének ismert adataiból következtettek. 1360 körül született Oroszország középső részén. Valódi keresztneve is ismeretlen, hiszen megvált tőle, amikor belépett a szerzetesrendbe, de valószínűleg 'A' betűvel kezdődött. 1370-1380 között egy moszkvai festőműhely (druzsina) tanulója lehetett. Egyes feltételezések szerint a nagyfejedelem udvari festője volt, és viszonylag idős korában lett szerzetes. Bizonyíthatóan hatottak rá az 1387-ben, a szerpuhovi Viszockij kolostorba Konstantinápolyból érkezett ikonok. Legkésőbb 1405-ben lesz szerzetes Andrej néven, és a Moszkva környéki Andronyikov kolostor lakója lett. Az a kevés forrás, ami fennmaradt, bölcs, erkölcsös, engedelmes, alázatos és igen tiszteletreméltó embernek mutatja be.

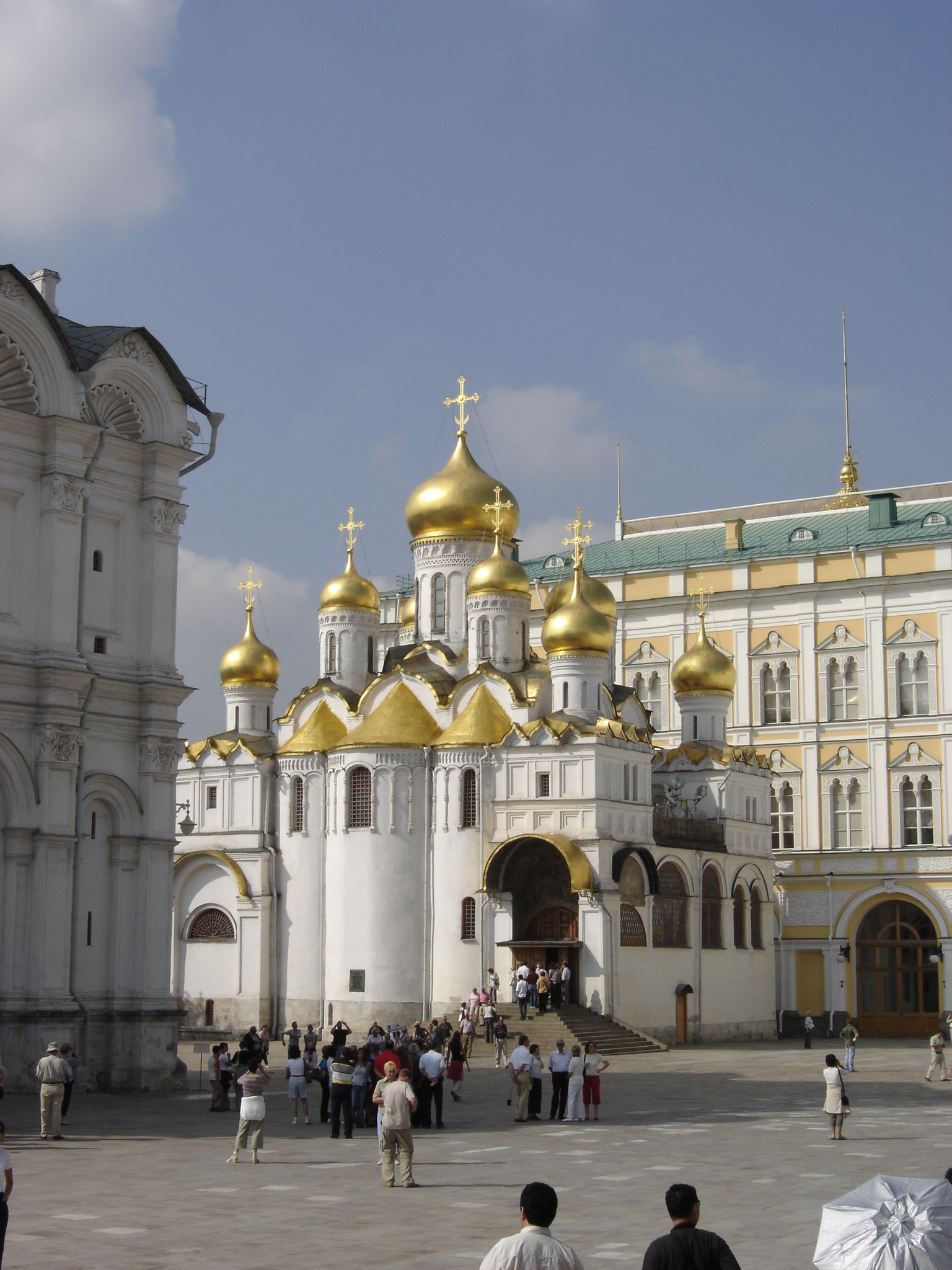
Blagovescsenszkij-székesegyház

### Moszkva
Nevét először egy 1405 körül írt moszkvai évkönyv említi, amikor Feofan Grekkel és Gorogyeci Prohorral a Kremlben a Blagovescsenszkij-székesegyház freskóinak és ikonjainak festését elkezdték. Már az a tény, hogy nevét együtt említették a kor legnevesebb festőivel, kiemelve a sok ikonfestő közül, jelzi, hogy ekkor már ismert mester volt. Mivel neve az utolsó a mesterek listáján, feltételezhető, hogy ő volt a legfiatalabb. 

A templom 10 év múlva, 1415-ben leégett, a freskók elpusztultak, az ikonokat valószínűleg kimentették. A templomot 1489-ben építették újjá.

1547-ben ismét tűzvész pusztított a Kremlben. Erről számos feljegyzés készült, amelyek szerint a Rubljov ikonosztáz elpusztult. A jelenlegi ikonokon egyébként (a Szent Demeter és a Szent György ikonok kivételével) nem látható tűz nyoma sem. 

Egyes vélemények szerint az eredetileg ide készült ikonok elpusztultak, és a mostani ikonok az Arhengelszkij-székesegyház részére 1395-ben festett ikonosztáz áthelyezése során kerültek ide. Az Arhengelszkij-székesegyház kifestésére (ami a szövegben a templom festett dísszel történő ellátását jelenti, falfestményre és ikonra is vonatkozik) Feofan Greket kérték fel, és lehetséges, hogy Rubljov is részt vett a munkában. A művészettörténészek szerint a székesegyházban most látható ikonosztáz Ünnepnapok-sorának hét ikonja egyértelműen Rubljov kezemunkája.

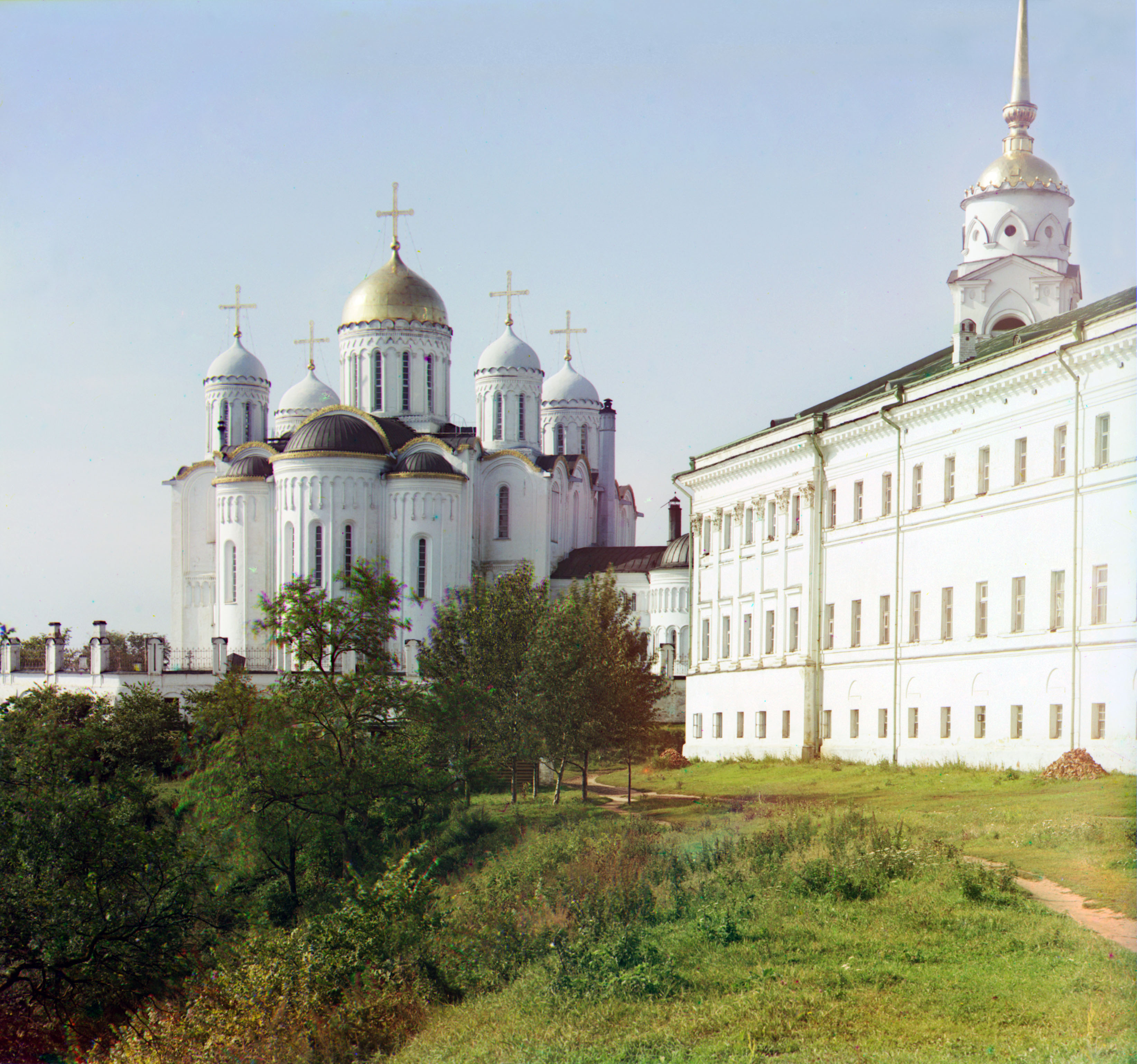
Uszpenszkij székesegyház (Szergej Prokugyin-Gorszkij felvétele)

### Vlagyimir
A krónikákban a következő alkalommal 1408-ban merült fel a neve, amikor Danyiil Csornijjal a vlagyimiri Istenanya elszenderedése székesegyházat festették ki. Az 1158-1160 között épült székesegyházat 1408-ban újították fel. A régi freskók egy része megmaradt, ezeket Rubljovék érintetlenül hagyták. A Danyiil Csornij és Andrej Rubljov által vezetett csoport megosztozott a feladatokon. Andrej Rubljov a templom főhajójában az „Utolsó ítélet” témáját festette meg. A XVII-XVIII. században a freskók egy részét lemeszelték.
A freskók festése mellett az ikonosztáz is elkészült, melynek eredeti szerkezete és a képeinek száma bizonytalan. Ez az ikonosztáz jelentősen megváltoztatta az addigi stílust, és új példát adott a későbbi alkotóknak. A művészettörténészek szerint „Andrej Rubljov nevéhez fűződik az orosz ikonosztáz fejlődésének egy elvileg új stádiuma: az úgynevezett »magas ikonosztáz« kialakulása”. Az ikonosztáz 4 sorból állt: a Deészisz-sorból, az Ünnepnapok-sorból, a Próféták-sorból és az Ősatyák-sorból. Az ikonosztázt 1773-1774-ben leszerelték, helyére új ikonosztázt építettek. A régi, megfeketedett képeket Vasziljevszkoje falu parasztjai vásárolták meg saját templomuk számára. 1918-ban restaurálták őket. Az eredeti, valószínűleg 83 ikonból 28 maradt meg, ebből 20 ikon értékelhető minőségű. Az Ősatyák-sorból nem maradt meg ikon.

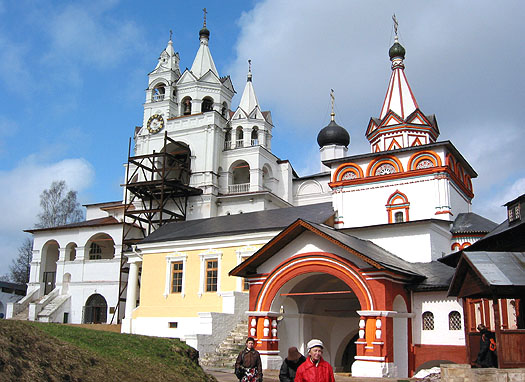
Szavva-Sztorozsevszkij kolostor

### Zvenyigorod
A vlagyimiri munkák utánra datálják a szakértők a zvenyigorodi Szavva-Sztorozsevszkij kolostor Rozsgyesztvo Bogomatyeri temploma számára készített ikonokat, amelyekből hármat 1918-ban a ma már nem létező templom helyére épült Uszpenszkij székesegyház melletti fészerben találtak meg. Az ikonok restaurálása után a művészettörténészek a festmények stílusa alapján egyértelműen Rubljov ikonjaiként azonosították őket. A Deészisz-sorból származó képek jelentősen megrongálódtak, elsősorban a Megváltó képe.

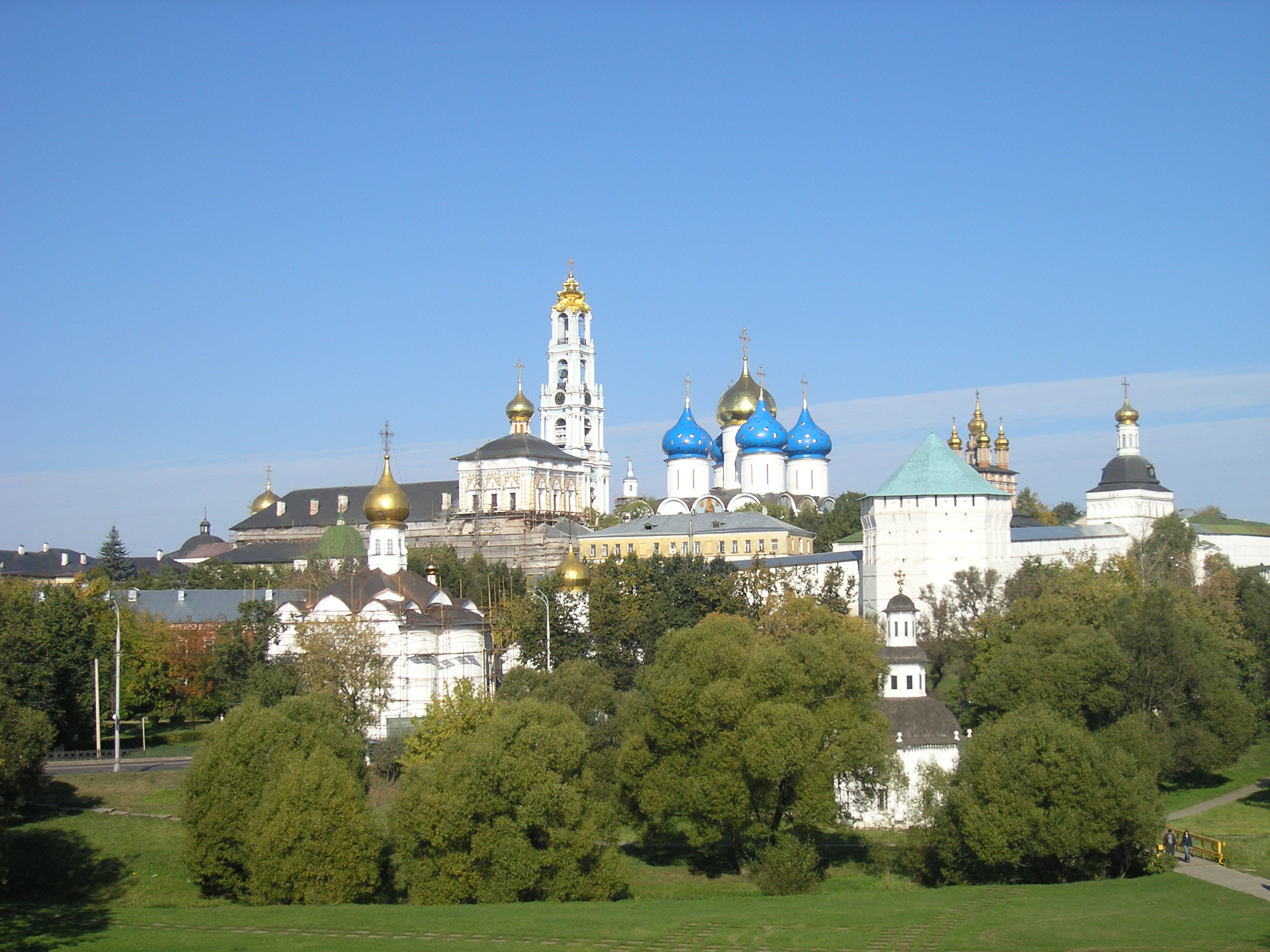
Troice-Szergijev kolostor

### Radonyezs
Danyiil és Andrej valószínűleg szoros baráti kapcsolatban lehetett, mert húsz évvel később, 1425 és 1427 között szintén együtt dolgoztak a Szentháromság–Szergij-kolostor székesegyházában (Troice-Szergijev Lavra), Radonyezs mellett. Az ikonok egy része a kolostorban maradt (a város neve most Szergijev Poszad). Itt készült a Szentháromság ikon is.

### Utolsó évei
Danyiil halála után Andrej a moszkvai Andronnyikov-kolostorban élt, és ott festette utolsó művét, a Szpasz-székesegyház freskóit. Ez a mű nem maradt fenn. Ebben a kolostorban halt meg és temették el 1430 (egyes feltételezések szerint 1427) telén.

## Művészete
Első azonosítható művei a moszkvai Blagovescsenszkij-székesegyház ikonosztázának egyes darabjai. Feofan Grek festette az úgynevezett Deészisz-rendet és néhány szent arcképét, Andrej Rubljov és Gorgyeci Prohor pedig a Ünnepnapok-sor Krisztus életéről szóló ikonjait. Miután beazonosították a képek festőit, Rubljovét megkülönböztette Prohor műveitől élénk koloritja, kevésbé merev alakjai, kompozícióinak arányossága. Már ezeken az ikonokon is érződött művészetének frissessége, kifogástalan színérzéke.
A következő feladata a vlagyimiri Uszpenszkij-székesegyház kifestése. Csak az Utolsó ítélet néhány részlete élte túl az évszázadokat, a többit tönkretette a meszelés és a kontár restaurálás. Rubljov művét a pontos rajz, a nyugodt, letisztult kompozíció, kecses, bájos alakok jellemzik. A hagyományos bizánci ábrázolásoktól eltérően itt a humanitás, a derű a jellemző. A rideg szentek helyére munkájában az emberek iránt segítőkész, nyájas szentek, angyalok léptek. A székesegyház ikonosztázának – amely a legnagyobb fennmaradt ilyen jellegű alkotás – a kompozíciója is tőle származik. Rubljovra jellemző a tökéletes körvonal, a mozgás ritmusa és az általa igen kedvelt romboid alakú kompozíció, amely segítségével az ábrázolt testek légies hatásúvá válnak. Az ikonok színezése is jellegzetes: nagy távolságról is jól látható, kevés színből álló, de nem unalmas, hanem harmonikus és lírai hangulatú. A Deészisz-rendhez tartozó, több, mint 3 méter magas ikonok alakjainak színeit nagy felületekben rakták fel, s így egy pillantással átfoghatóvá váltak, mindemellett megőrizték monumentalitásukat. Az ikonok közül sokat nem Rubljov, hanem a tanítványai festettek. A mestertől néhány ikon származik, közöttük a Pantokrator, amely amellett, hogy tökéletesen megfelel az ikonfestés szabályainak, színskálájában teljesen egyéni. Rubljov mestere volt a lágy, finom, költői színeknek, amellyel a ikonok hagyományos drámai feszültségét líraisággal váltja fel.

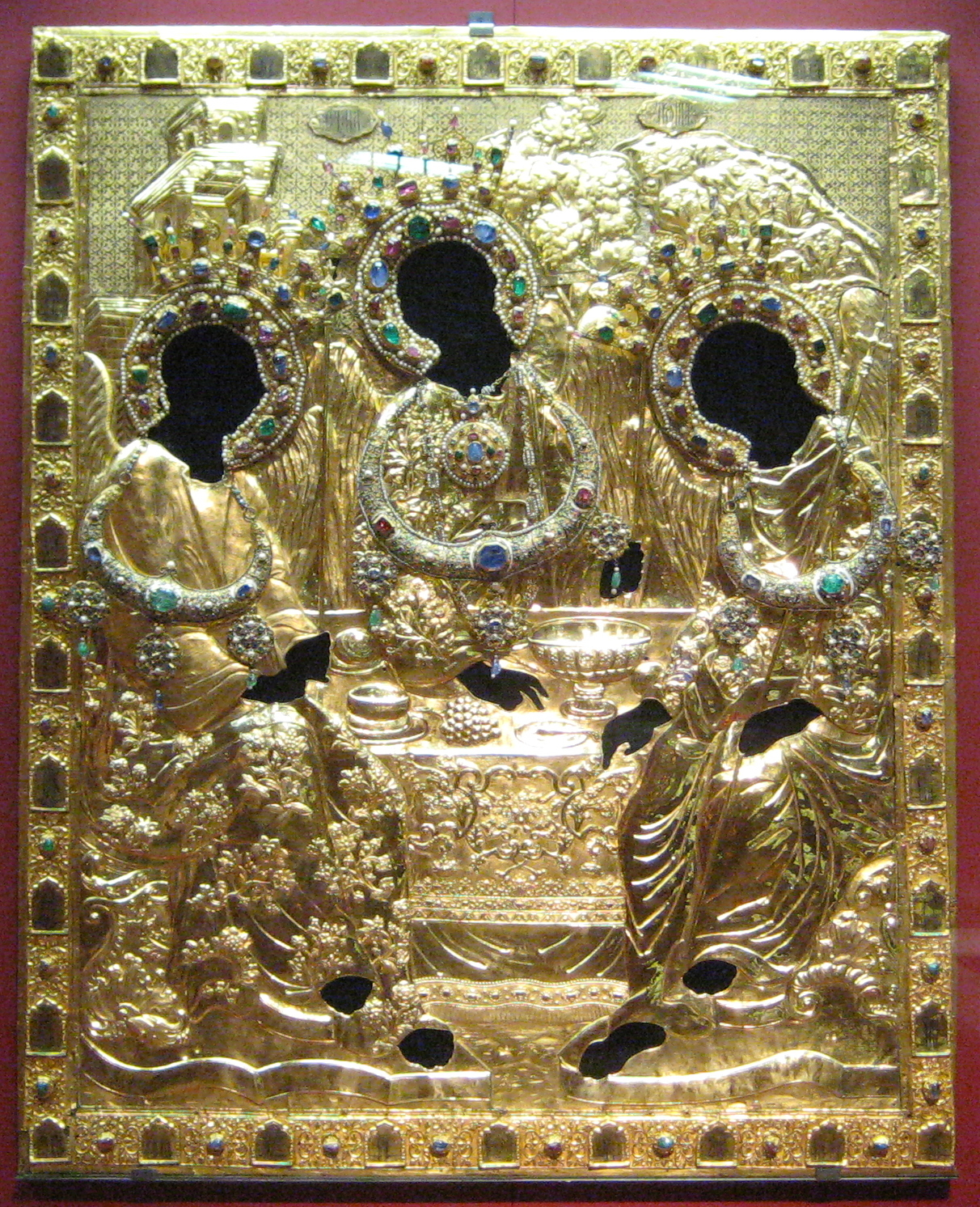
Szentháromság, a külső ráma

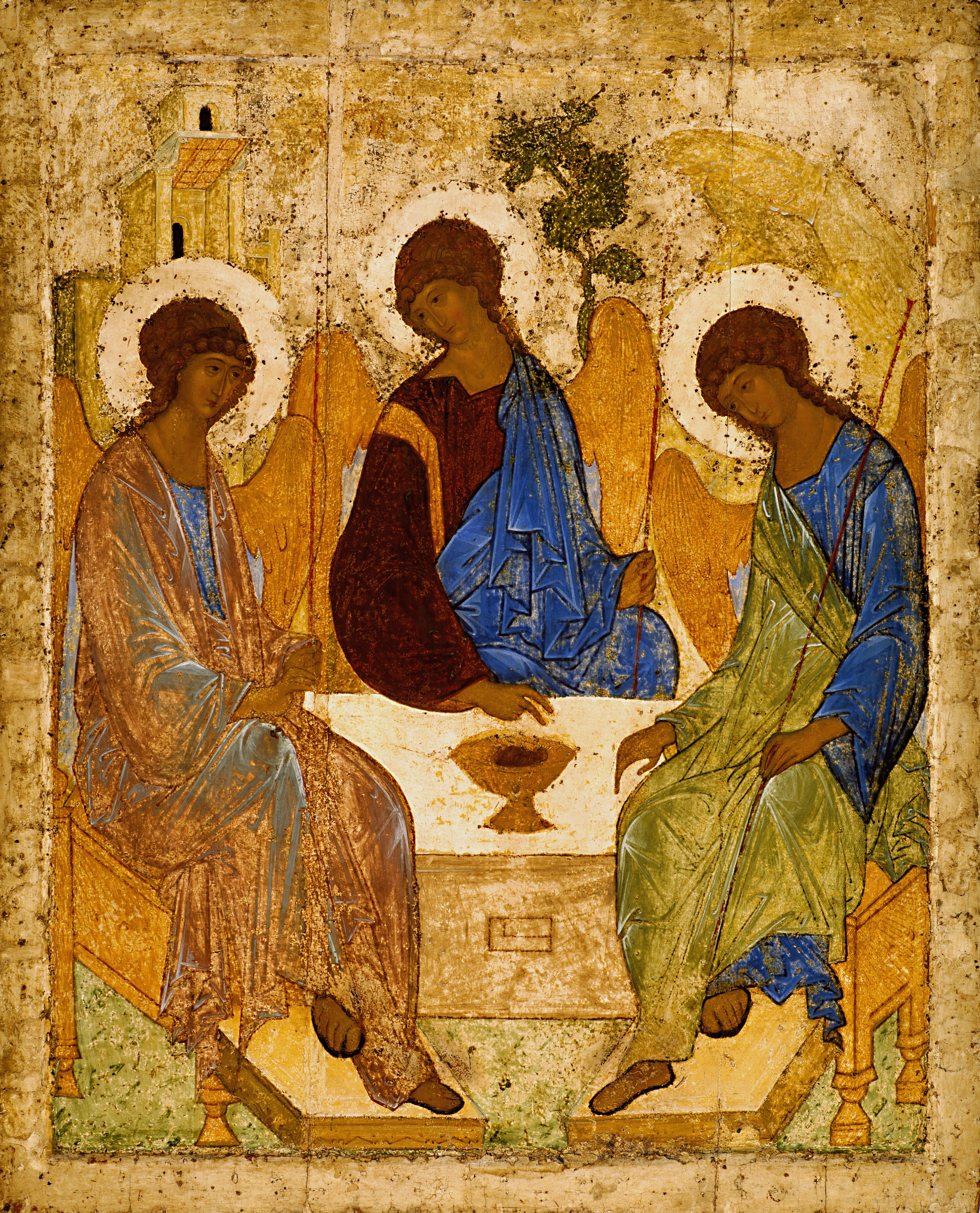
Szentháromság, Moszkva, Tretyakov Galéria

Leghíresebb műve, és a művészettörténészek szerint az ikonfestészet csúcspontja a valószínűleg 1420 utáni években készült Szentháromság, amelyet Szergij Radonyezsszkij, az orosz egyház nagy szentjének emlékére készített. A szentéletű ember sírja fölé fatemplomot emeltek, amelyet az ikonnak szenteltek. Később a fatemplom helyére kőtemplomot építettek, és itt őrizték a festményt egészen addig, amíg a Tretyjakov képtárba nem került.
A művész azt a bibliai történetet örökítette meg, mi szerint Ábrahám és Sára három ifjút látott vendégül, mert megsejtették bennük az isteni háromság három személyét. Rubljov leegyszerűsítette a szituációt, az ő képén csak a három angyal szerepel körülvéve a történetben szereplő tölgyfával, házzal, sziklával, az eucharisztikus kehellyel és az áldozati bárányt jelképező étellel. A festmény bonyolult szimbolikájának feltárása után kiderül, hogy a középső angyal maga Krisztus, a bal oldali angyal az Atya, a jobb oldali pedig a Szentlélek. Az angyalok némán, szinte mozdulatlanul ülnek, arcukon szomorúság és átszellemültség. Örökérvényűvé a művet nem csak teológiai oldala, az atya feláldozza fiát tanítása, hanem a szereplők közötti szeretet és barátság ábrázolása teszi, s ez tovább mélyíti a vallási szimbólumok hatását.
Utolsó művei egyike a Szentháromság-Szergij-kolostor Troickij-székesegyházának ikonosztáza. A megbízó, Nyikon apát sok mestert hívatott erre a feladatra, mert érezte közelgő halálát, és szerette volna még látni az elkészült festményeket. Így nemcsak sok művész, hanem sok ikonfestő iskola is találkozott ennél a műnél. Rubljovnak néhány ikont tulajdonítanak, amely kétségbevonhatatlanul magán viseli a művész kezenyomát: például a Krisztus megkeresztelése, a Szent Pál apostol és a Gábriel arkangyal. Mindhárom színeivel, magasfokú művészi megoldásával tűnik ki. De az ikonosztáz bizonyítja azt is, milyen nagy hatású volt Rubljov művészete. Szinte mindegyik ikonfestő átvett tőle valamit, ami közel állt hozzá, amit beépített saját művészetébe. De művészetének egységességét egyikük sem tudta megközelíteni.
Rubljov egész életében Moszkvában és környékén tevékenykedett, így a moszkvai festőiskola kialakulásában döntő szerepet játszott. Olyan erőteljesen formálta át a bizánci hagyományokat, hogy az többé nem volt jelentős az orosz ikonfestészetben, amely Rubljov munkássága által nyerte el valódi, nemzeti arculatát. Megszabadította a művészetet a bizánci ikonfestés merevségétől, és az addig ismeretlen derűt, a nemesen egyszerű ábrázolásmódot vezette be. A hagyományos színeket lecserélte a környezetéből ismertekre: az ég kékjére, a nyírfára emlékeztető fehérre, az őszi aranyra. Művészete életében csak Moszkva környékén volt ismert, de a 15. század második felére már összorosz jelentőségűvé vált. A sztoglavij (százcikkelyes) zsinat 1551-ben kimondta: „Az ikonfestők fessenek régi példák alapján úgy, ahogy a görögök festettek, úgy, ahogy Andrej Rubljov és más híres ikonfestő festett…”
1959-ben az Andronnyikov-kolostorban megnyitották az Andrej Rubljov-múzeumot. 1988-ban az orosz ortodox egyház Andrej Rubljov ikonfestőt szentté avatta.

## Művek
A művek felsorolása a feltételezett időrendi sorrendben és ez eredeti hely megnevezésével készült. Ha a képek az eredeti helyhez képest máshol vannak, külön jelezzük. Szintén jelezzük a vitatott szerzőségű ikonokat.

### Blagovescsenszkij székesegyház, Moszkva

Az Ünnepnapok-sor ikonjai
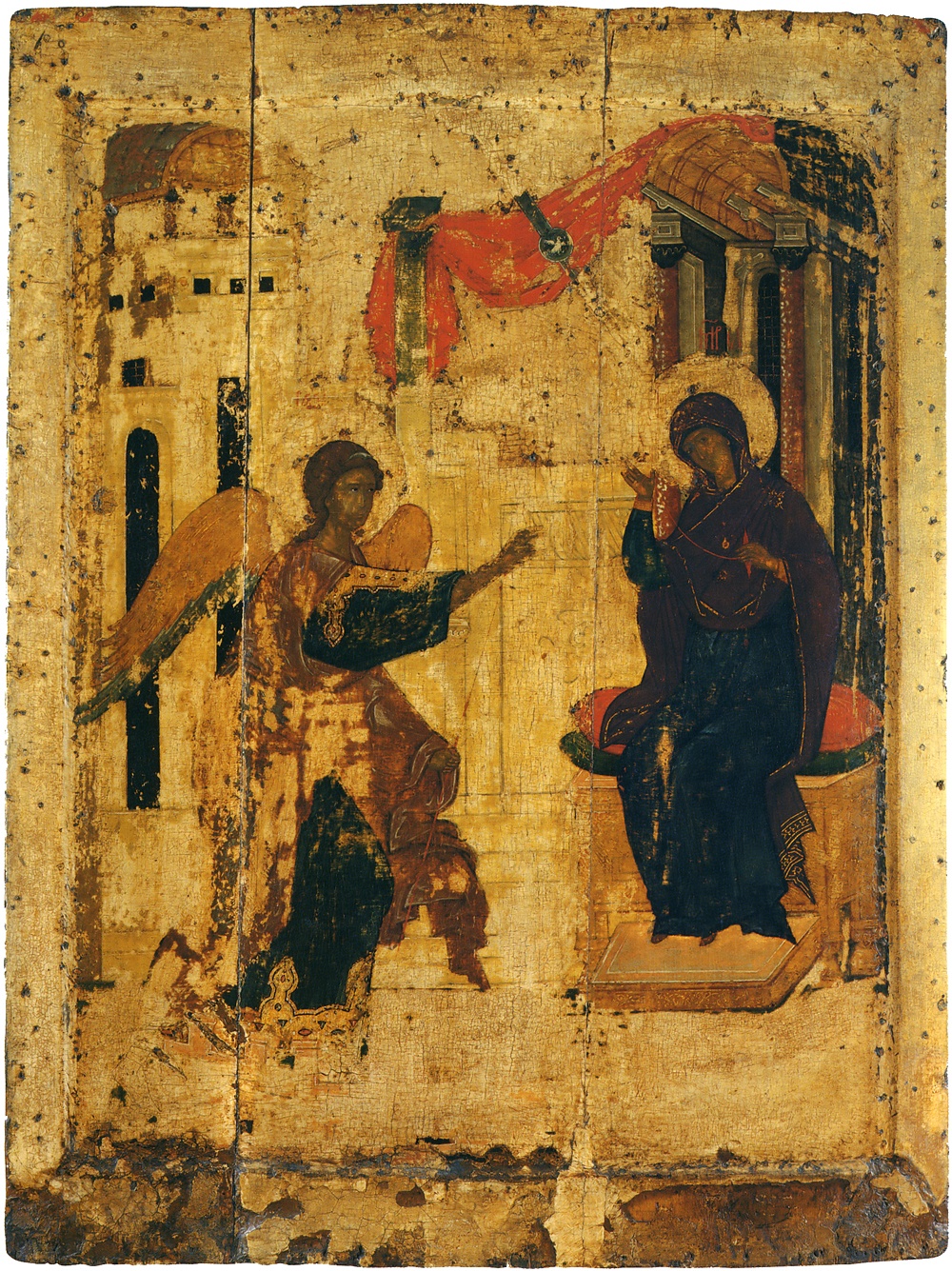
Angyali üdvözlet Благовещение 1405
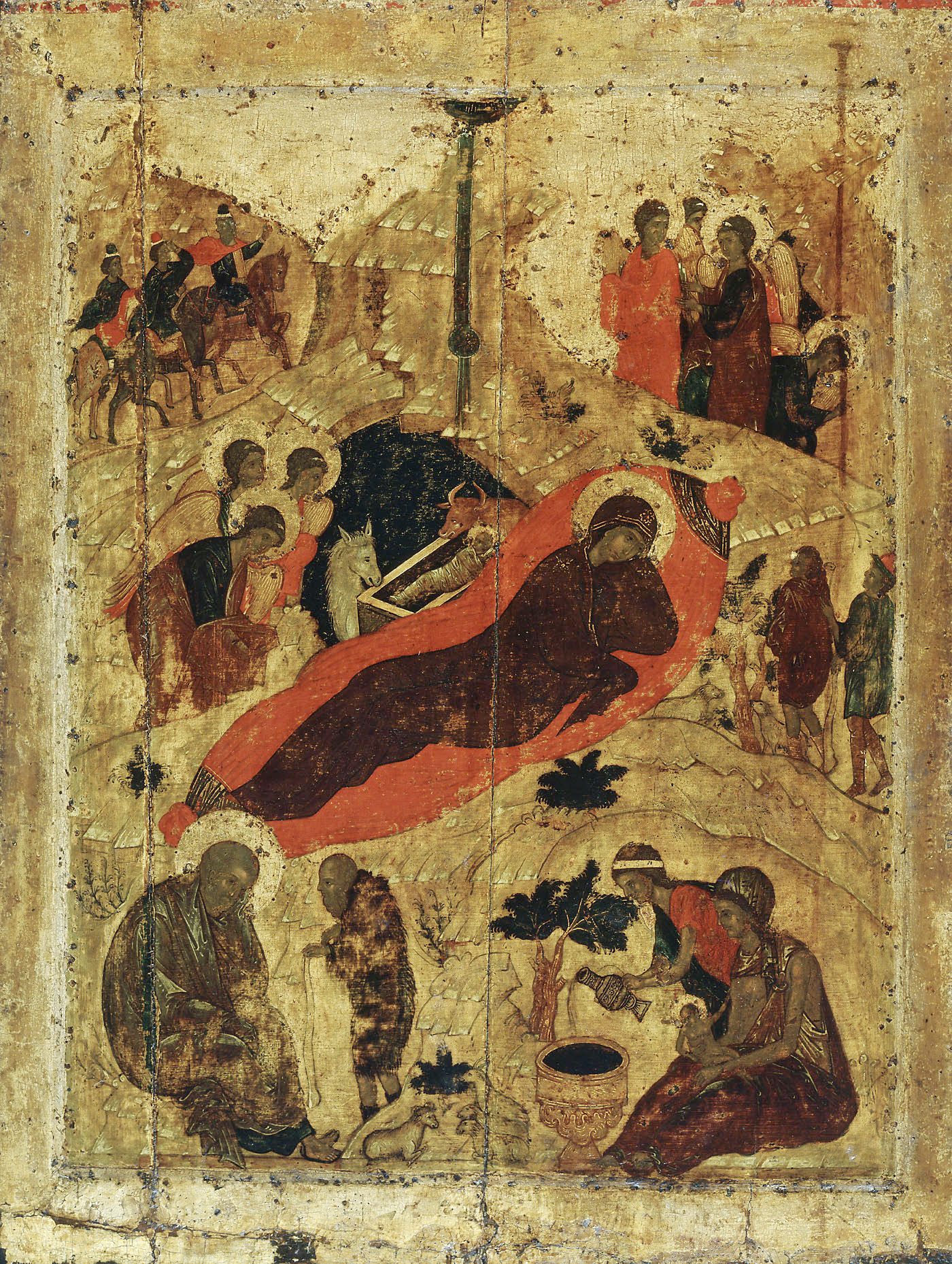
Jézus születése Рождество Христово 1405
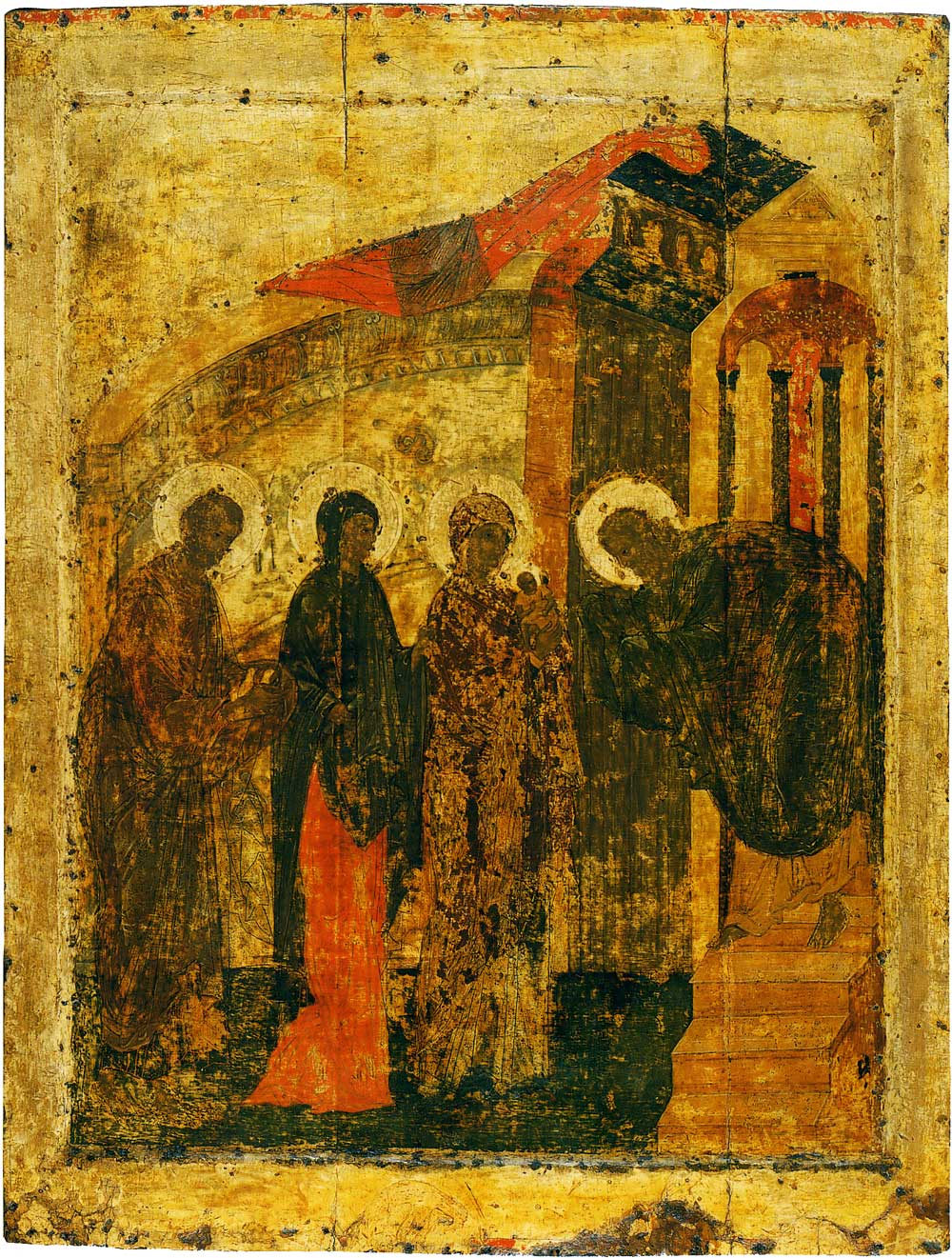
Jézus bemutatása a templomban Сретение Господне 1405
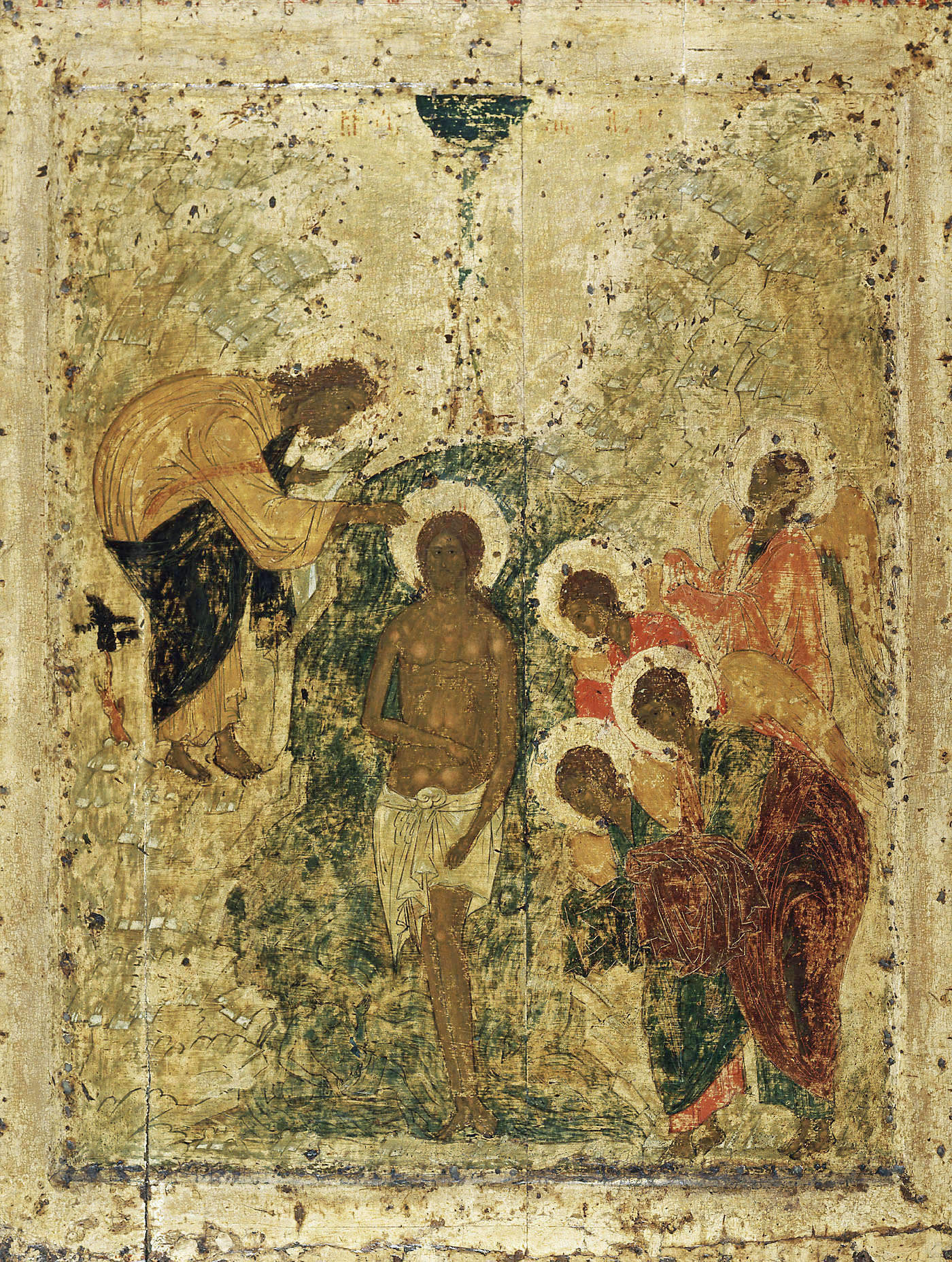
Jézus megkeresztelése Крещение Господне 1405
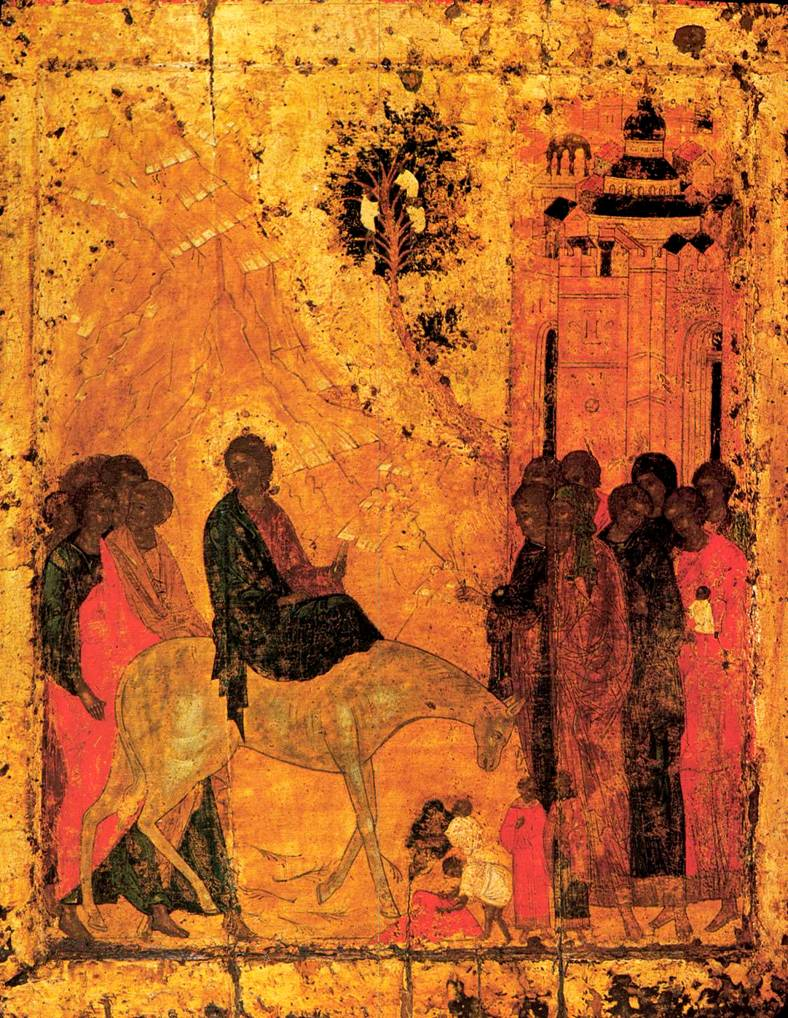
Jézus bevonulása Jeruzsálembe Вход Господень в Иерусалим 1405
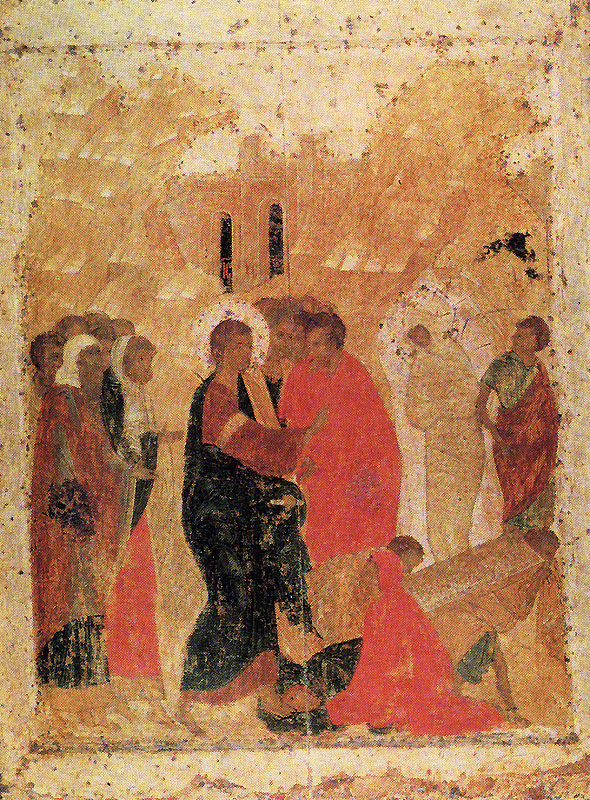
Lázár feltámasztása Воскрешение Лазаря 1405
Jézus színeváltozása Преображение Господне 1405

A Szent György és a Szent Demeter ikonok szerzősége vitatott.

A Deészisz-sor ikonjai
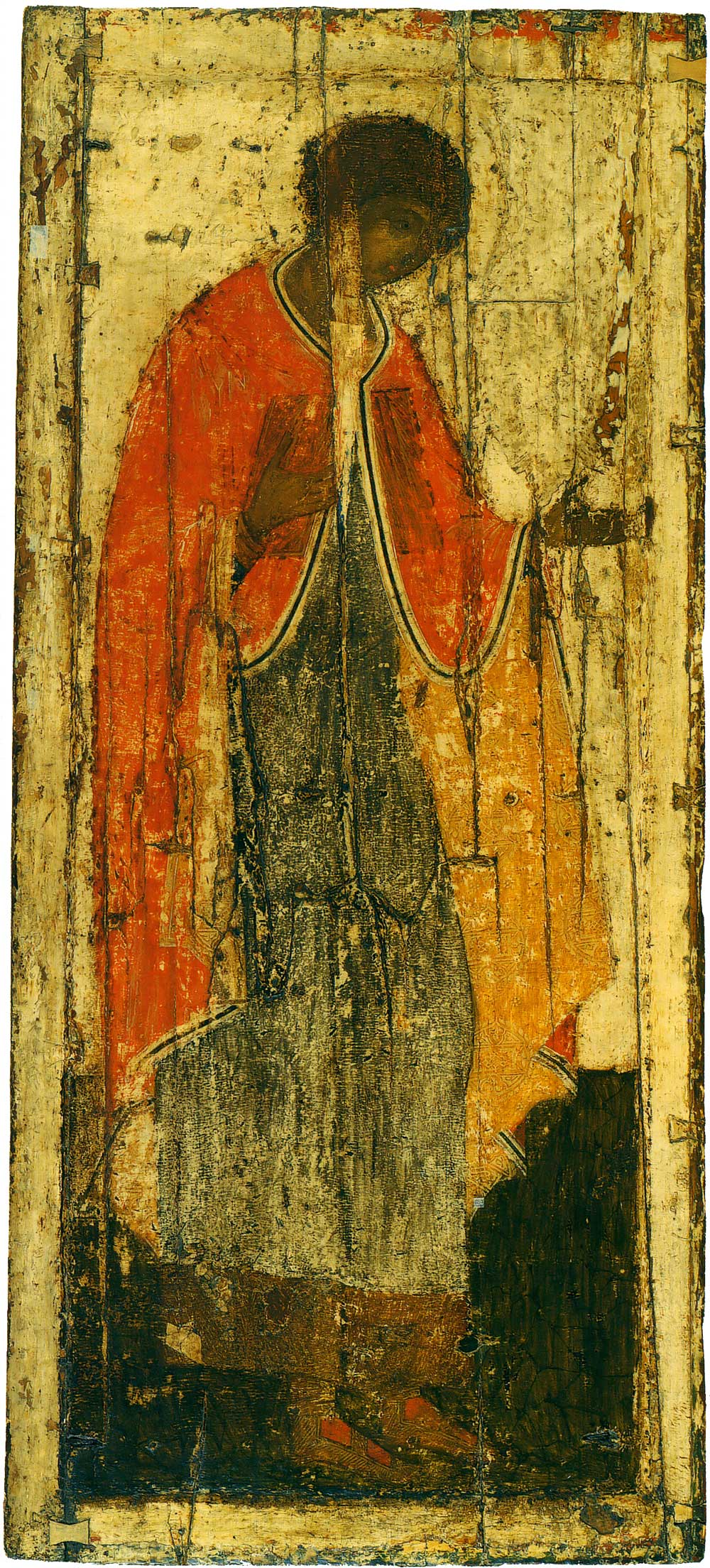
Szent György Великомученик Георгий 1405
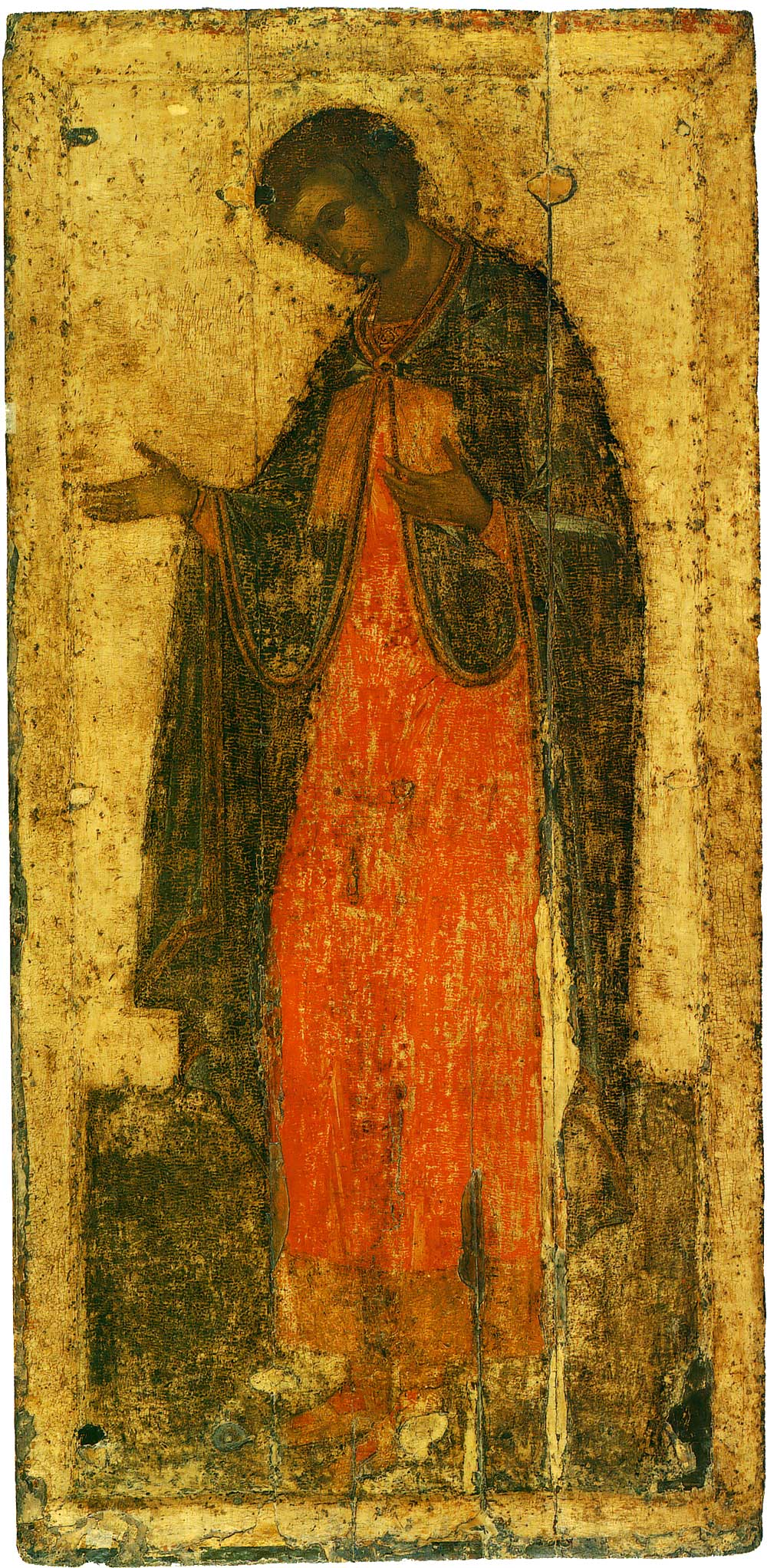
Thesszaloniki Szent Demeter Дмитрий Солунский 1405

### Uszpenszkij-székesegyház, Vlagyimir

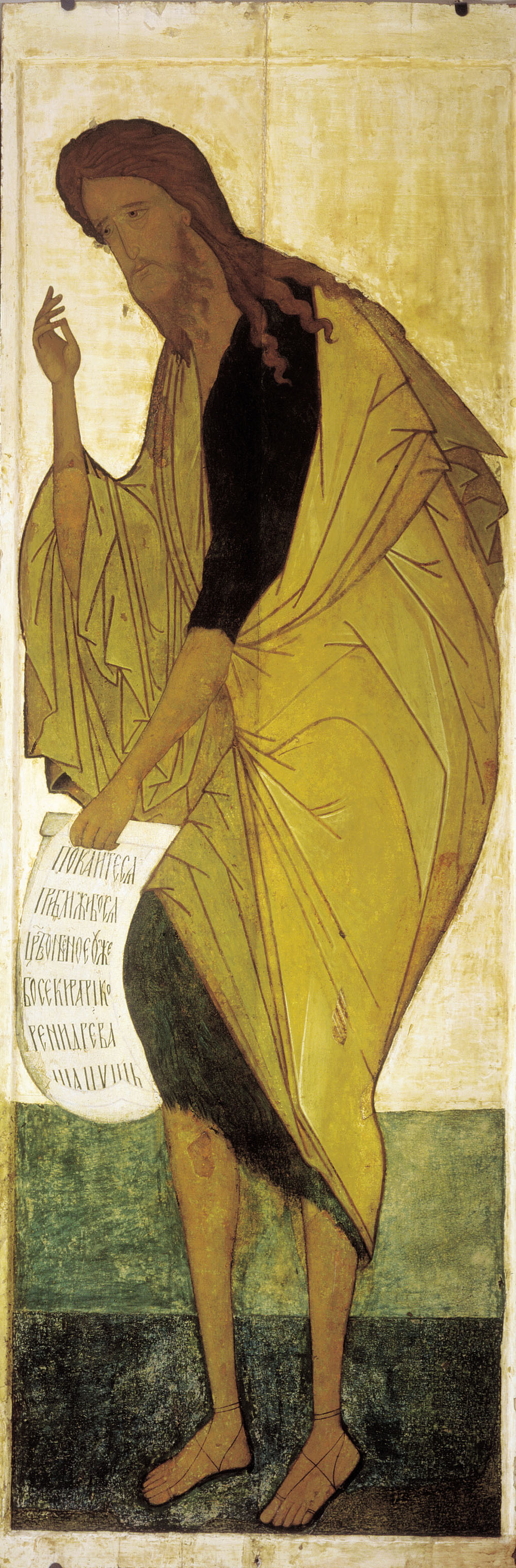
Keresztelő Szent János Иоанн Предтеча 1408
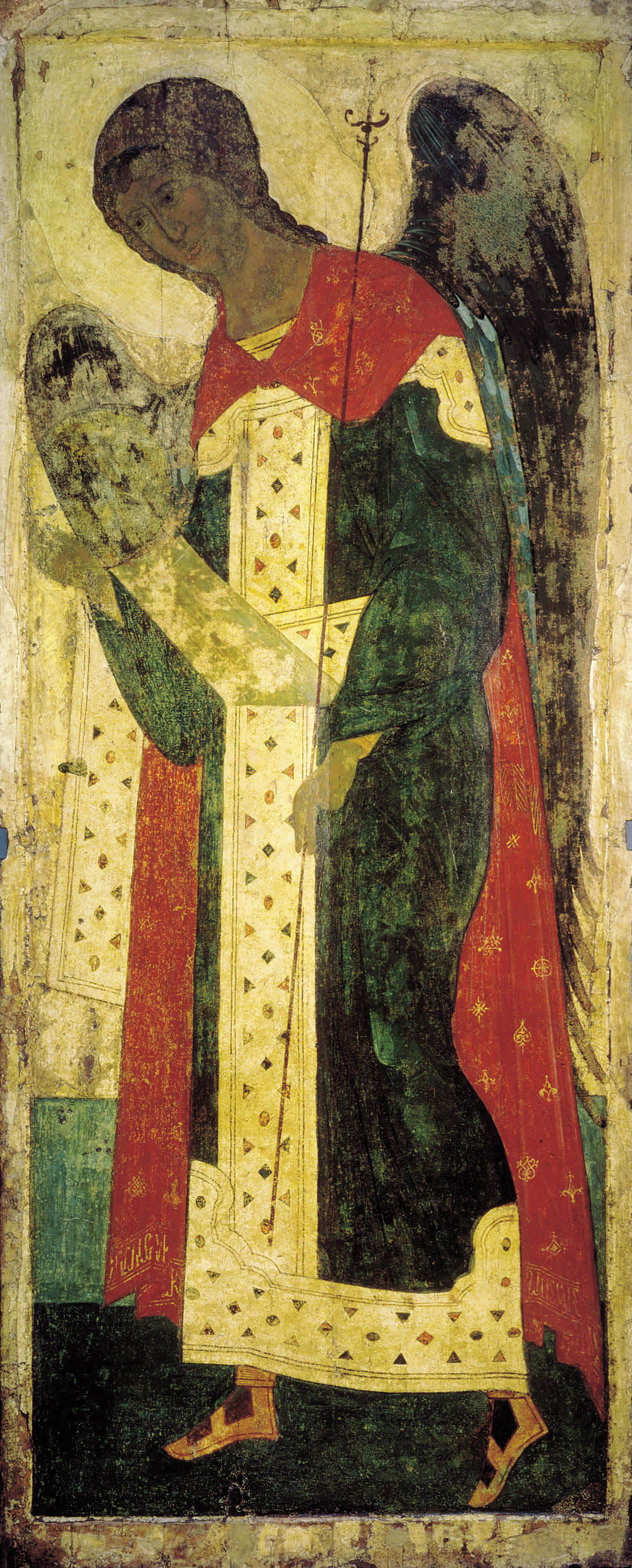
Gábriel arkangyal Архангел Гавриил 1408
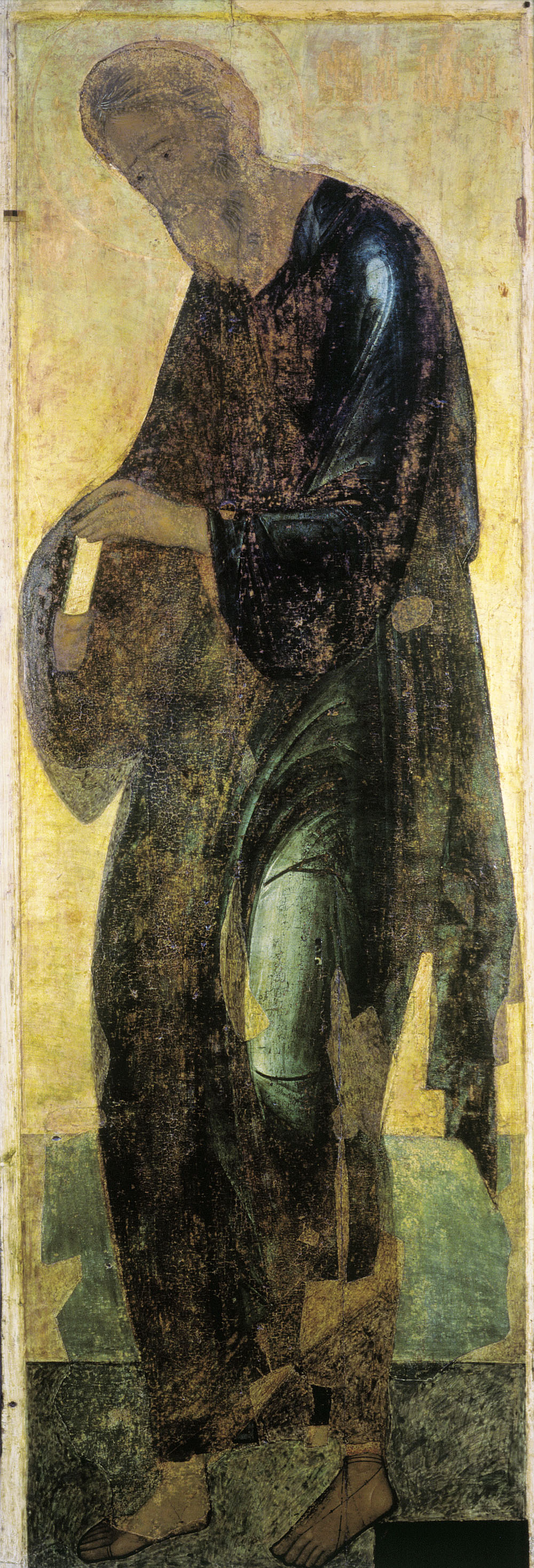
Szent András Андрей Первозванный 1408
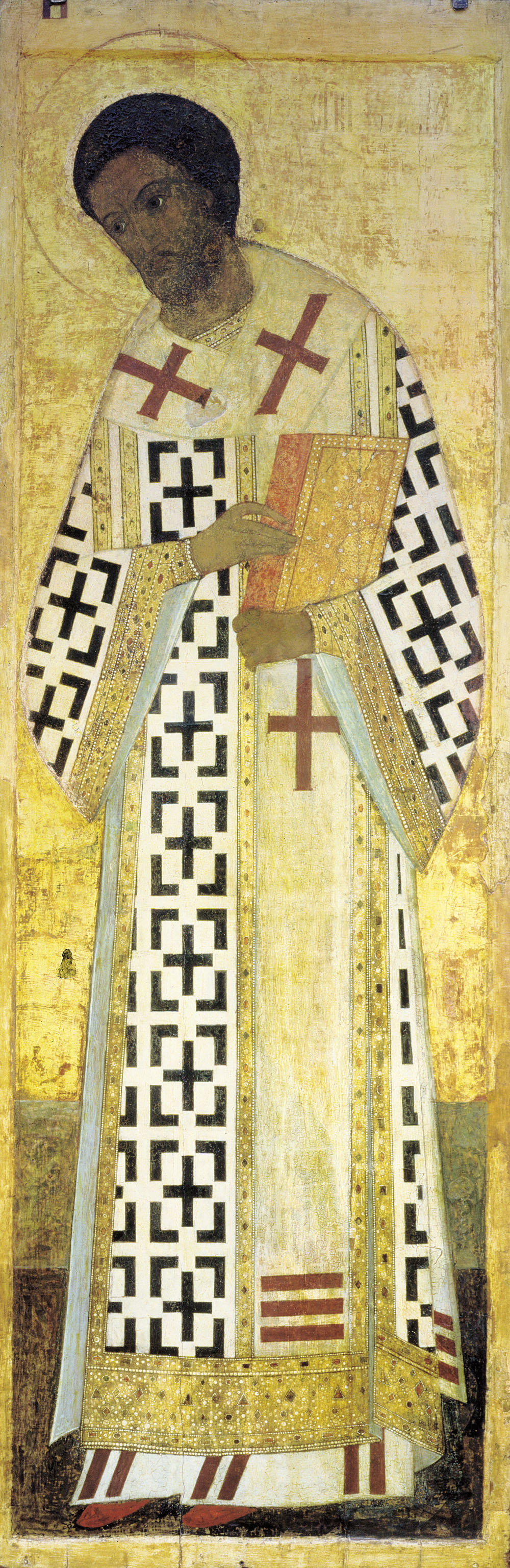
Aranyszájú Szent János Иоанн Златоуст 1408

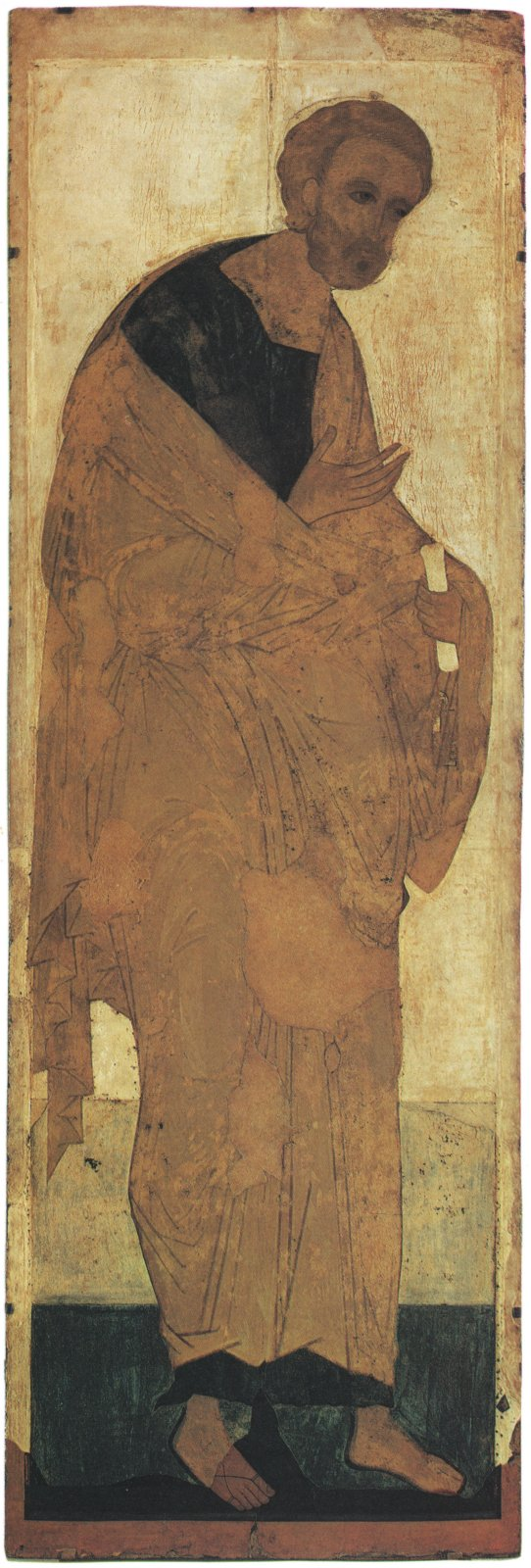
Szent Péter Апостол Петр 1408
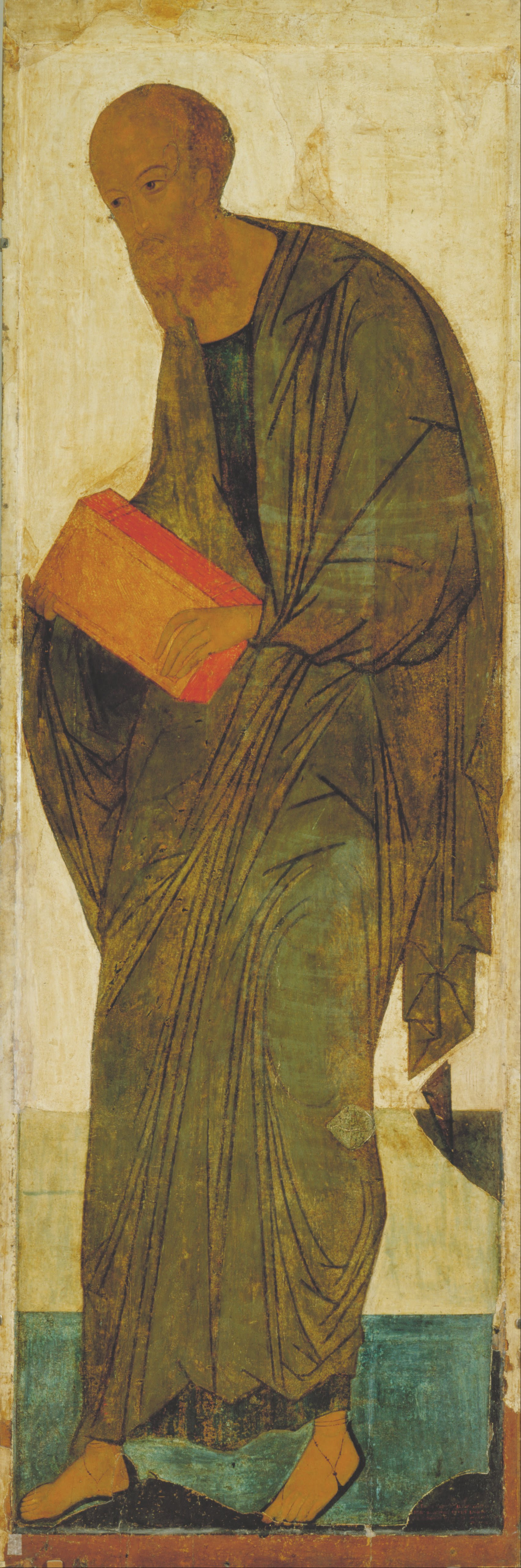
Szent Pál Апостол Павел 1408

Utolsó ítélet freskó
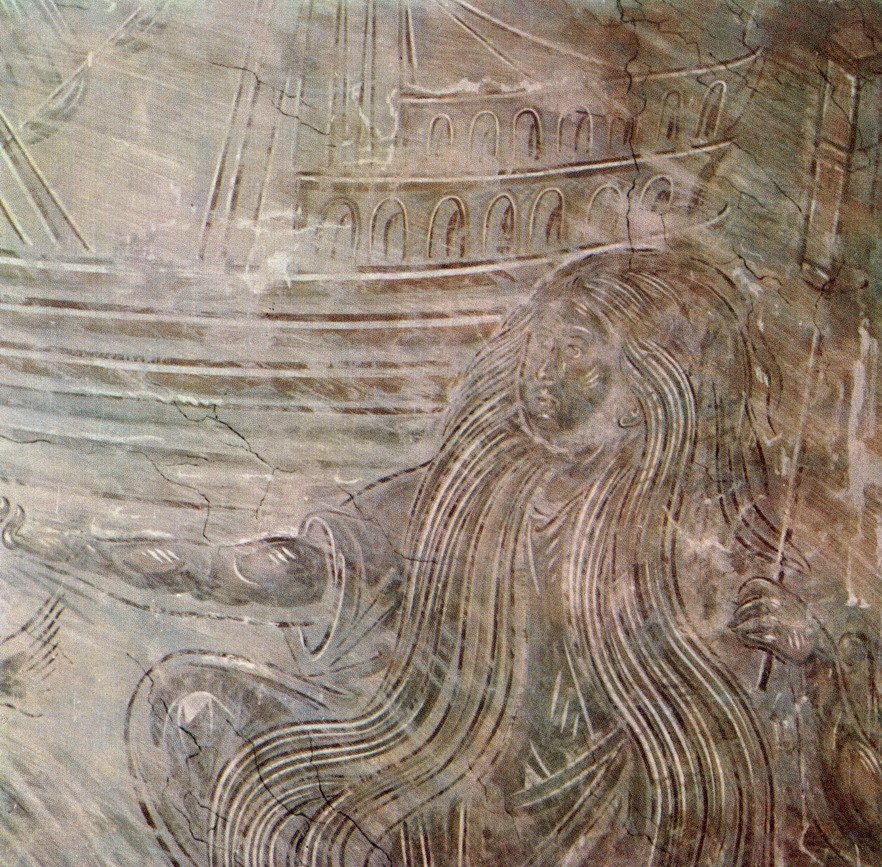
A tengerből feltámadó halottak 1405
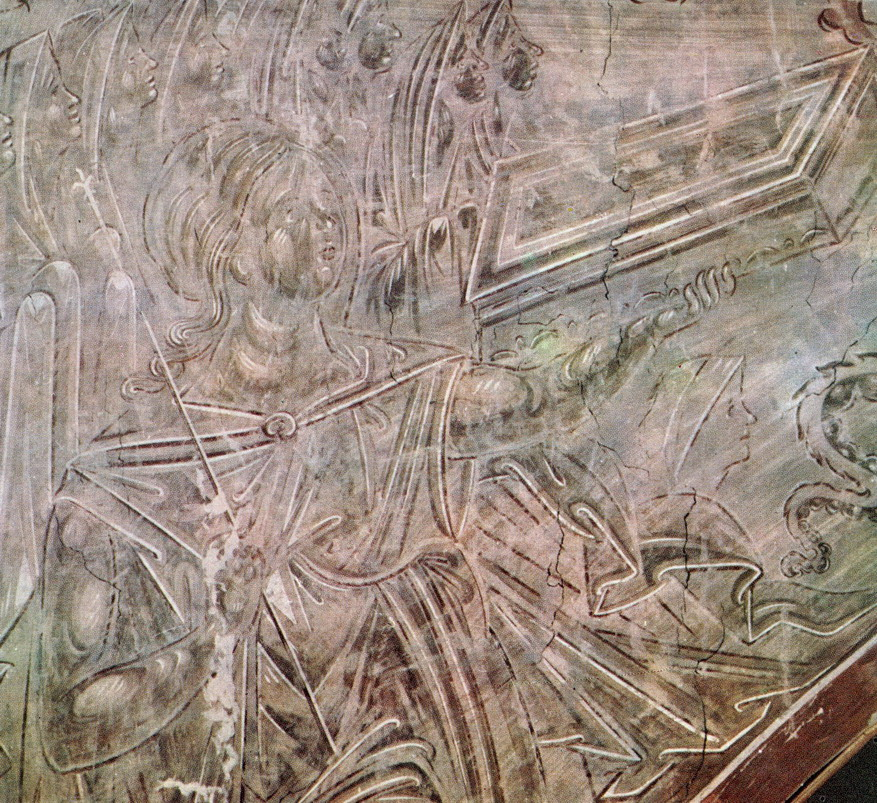
A földből feltámadó halottak 1405
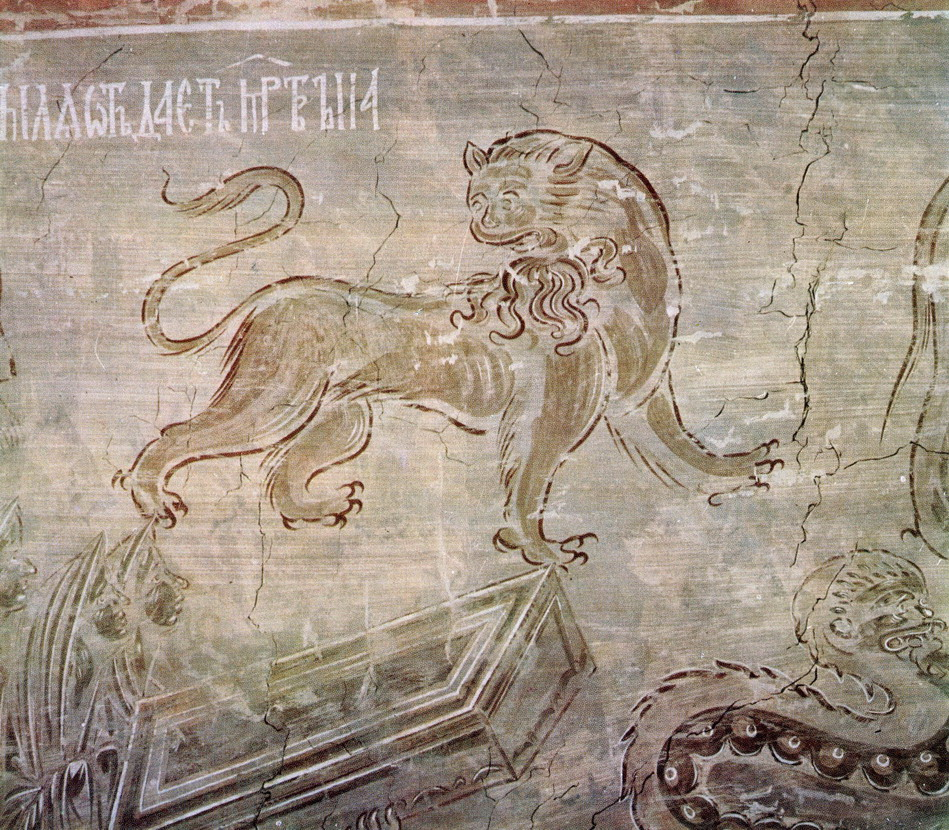
Oroszlán 1405
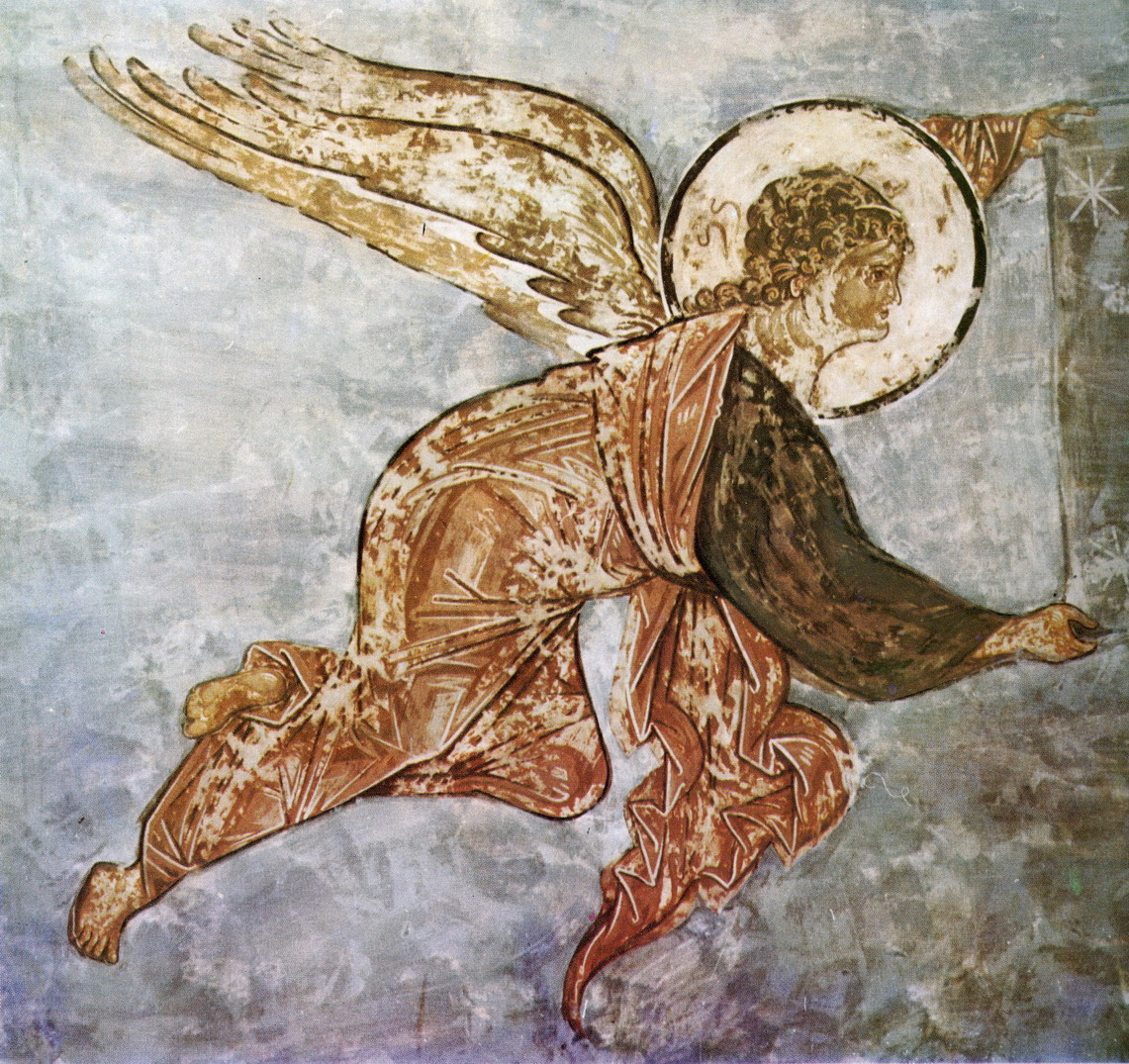
Az ég kárpitját tartó angyal 1405
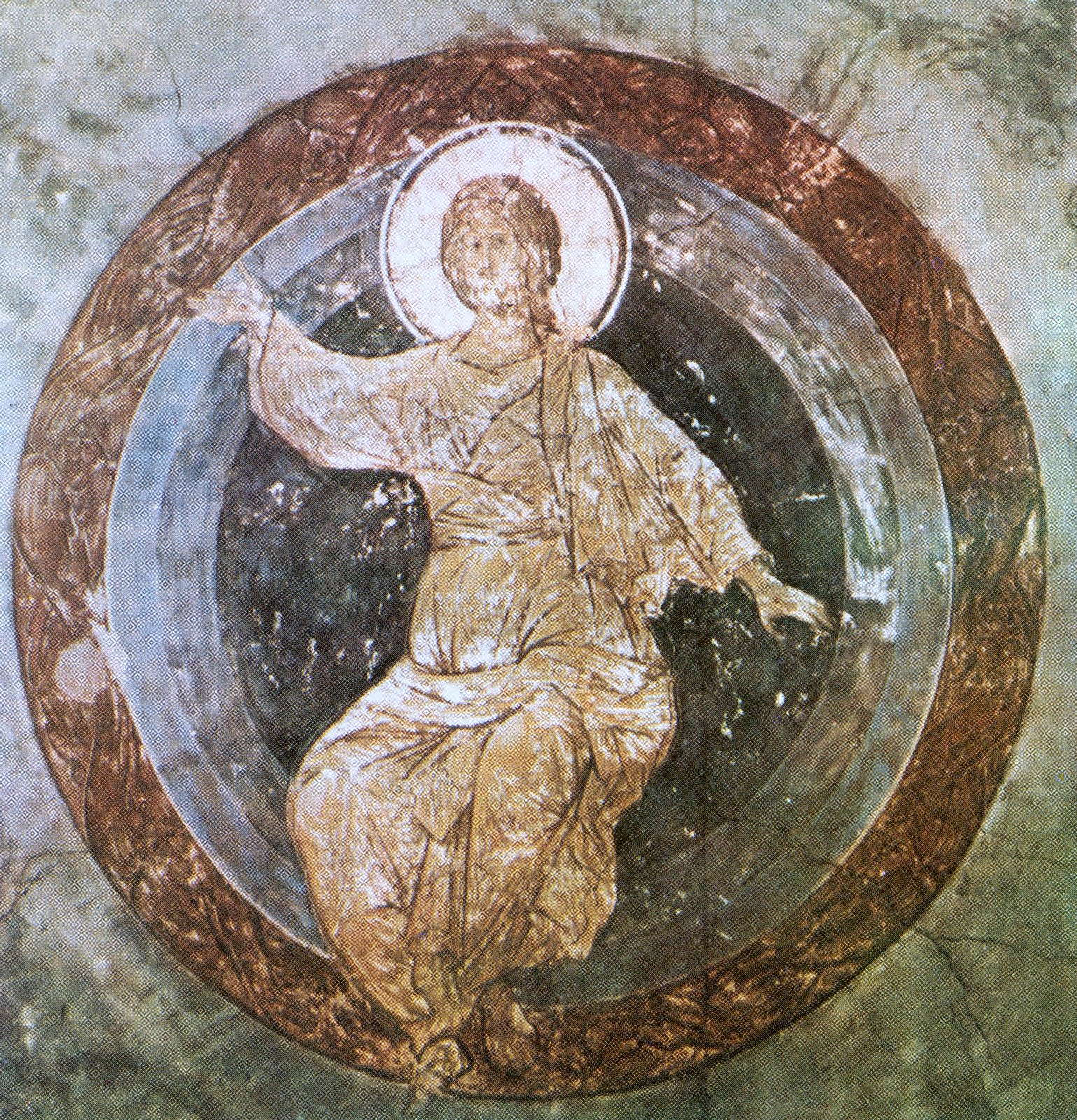
Pantokrátor 1405
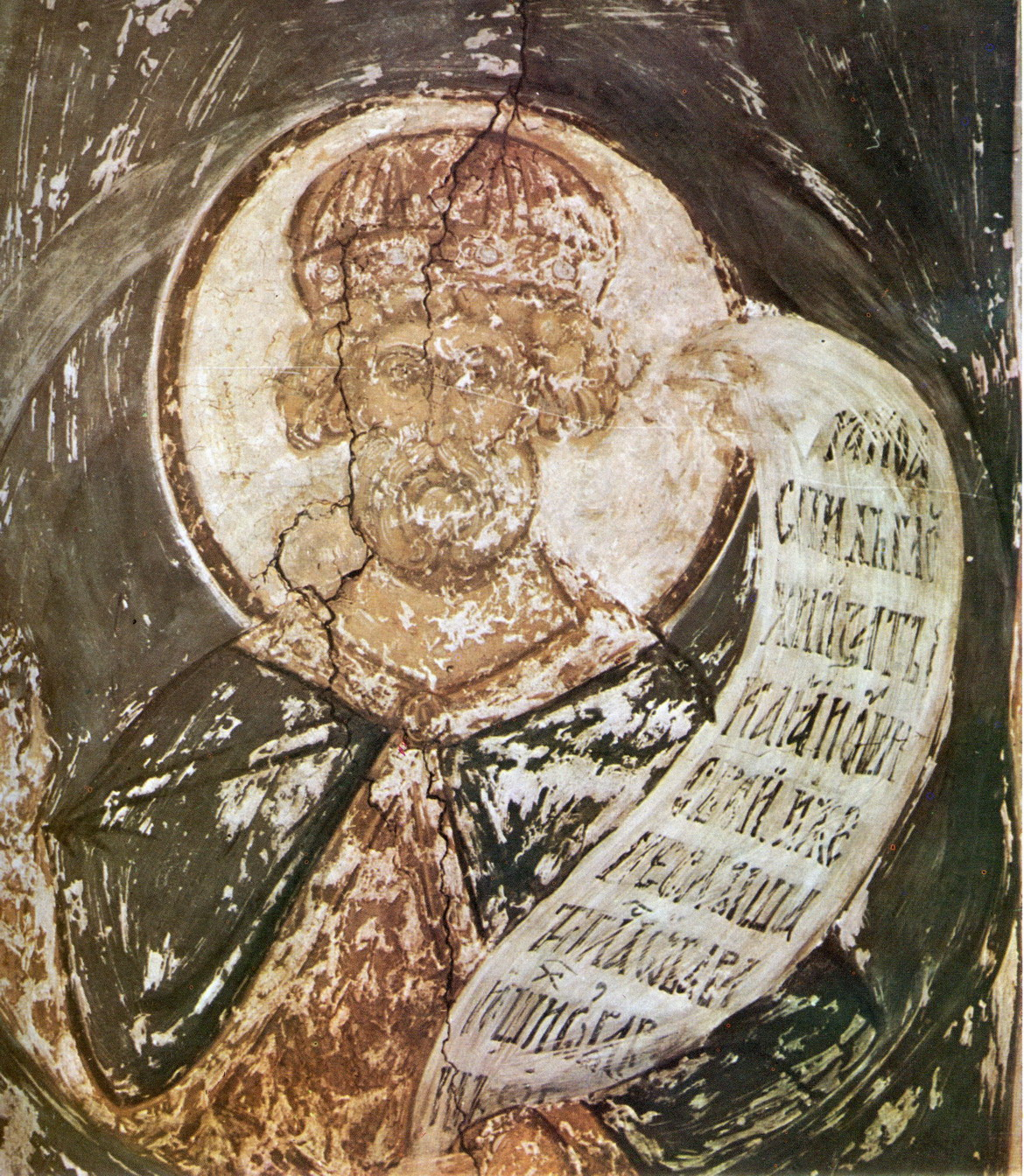
Dávid király 1405
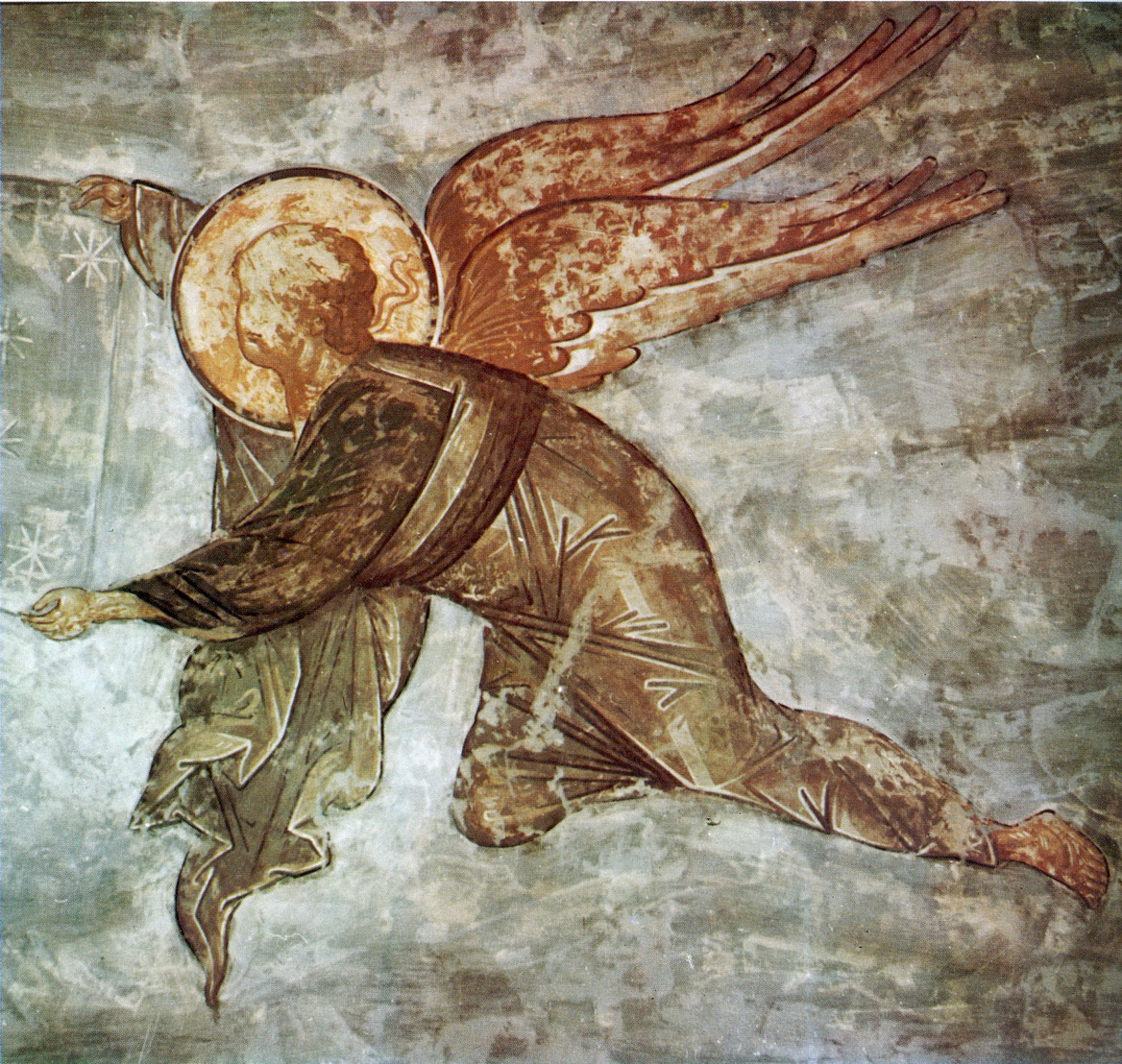
Az ég kárpitját tartó angyal 1405
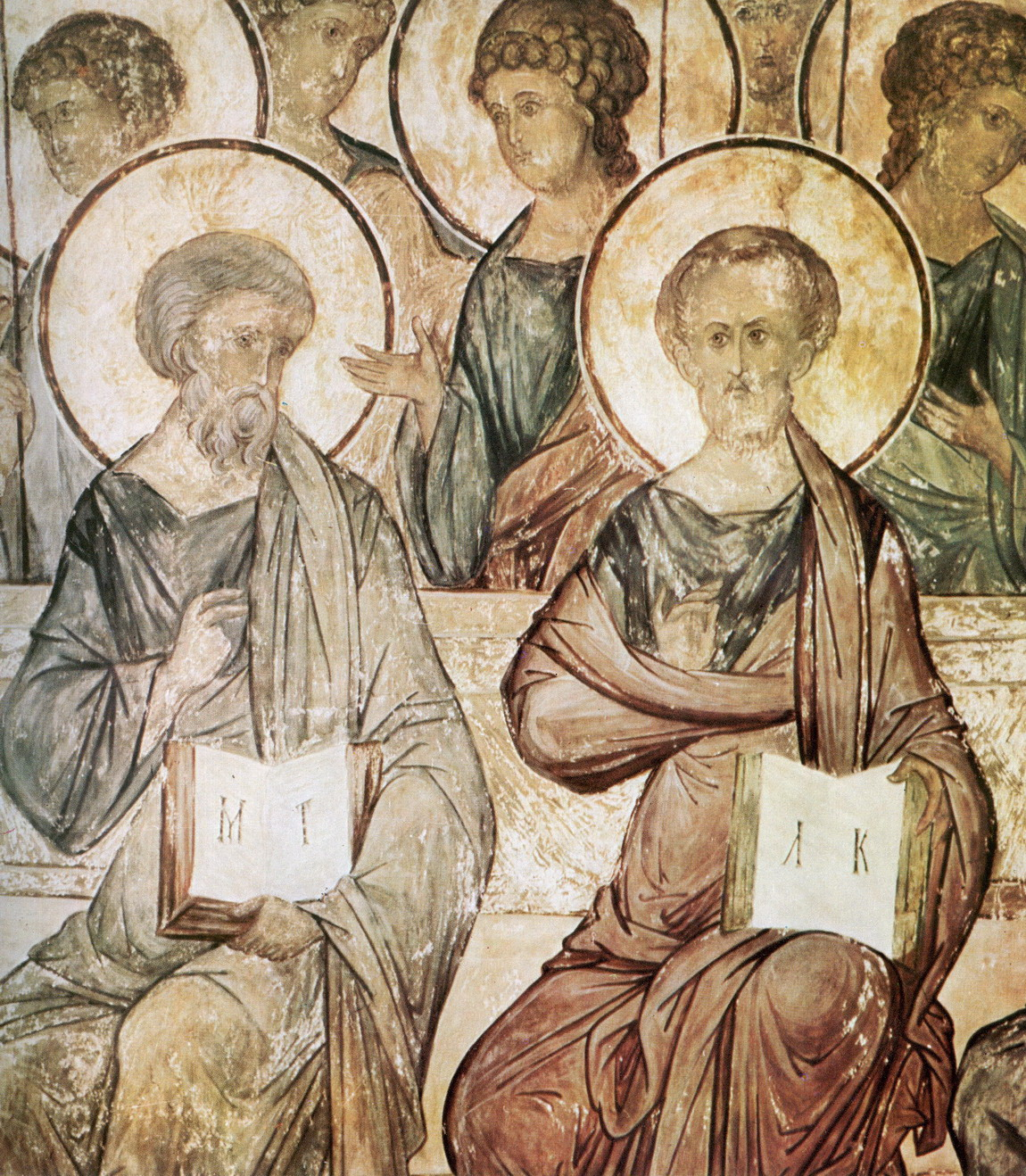
Lukács evangélista és Máté apostol 1405
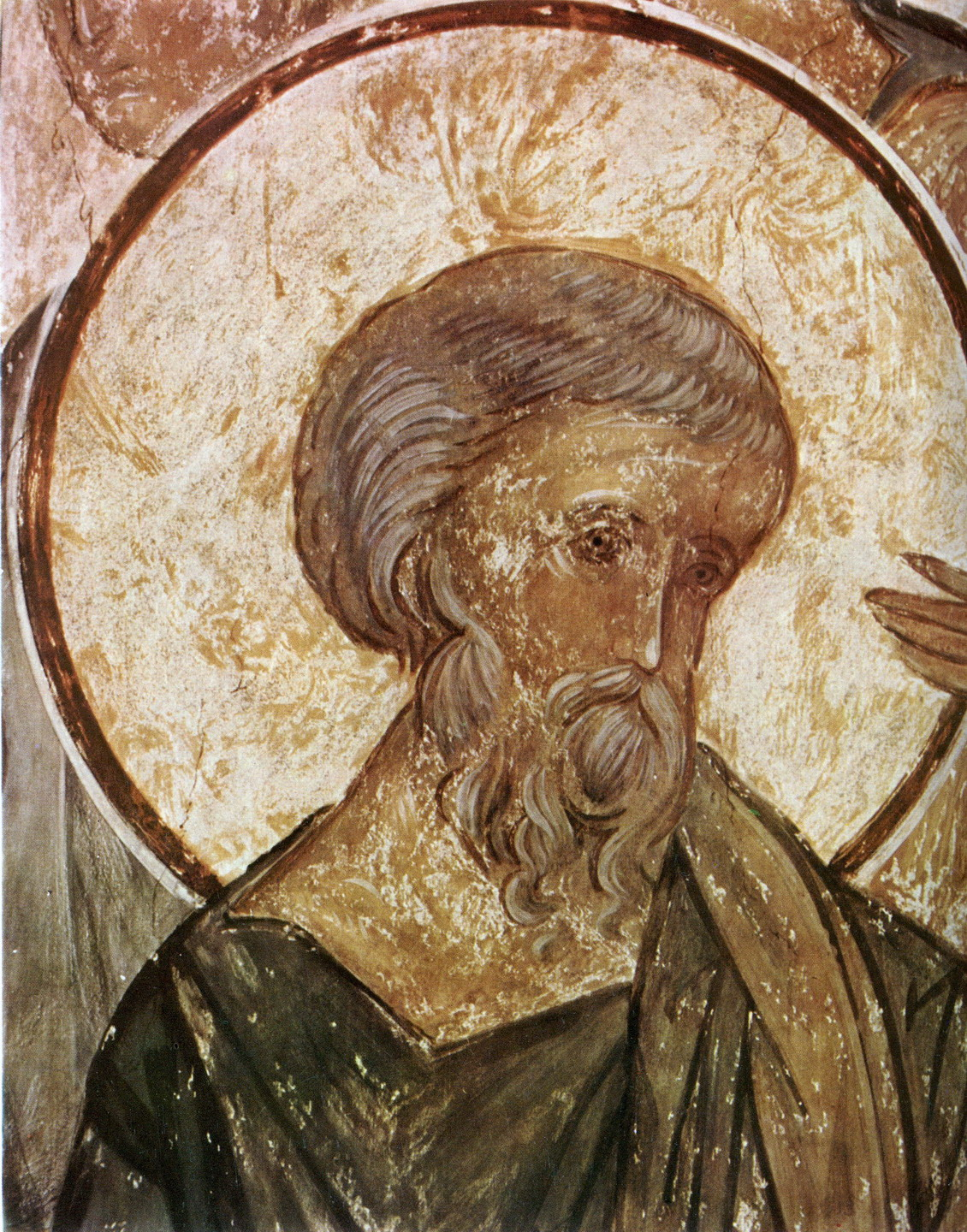
Lukács evangélista 1405
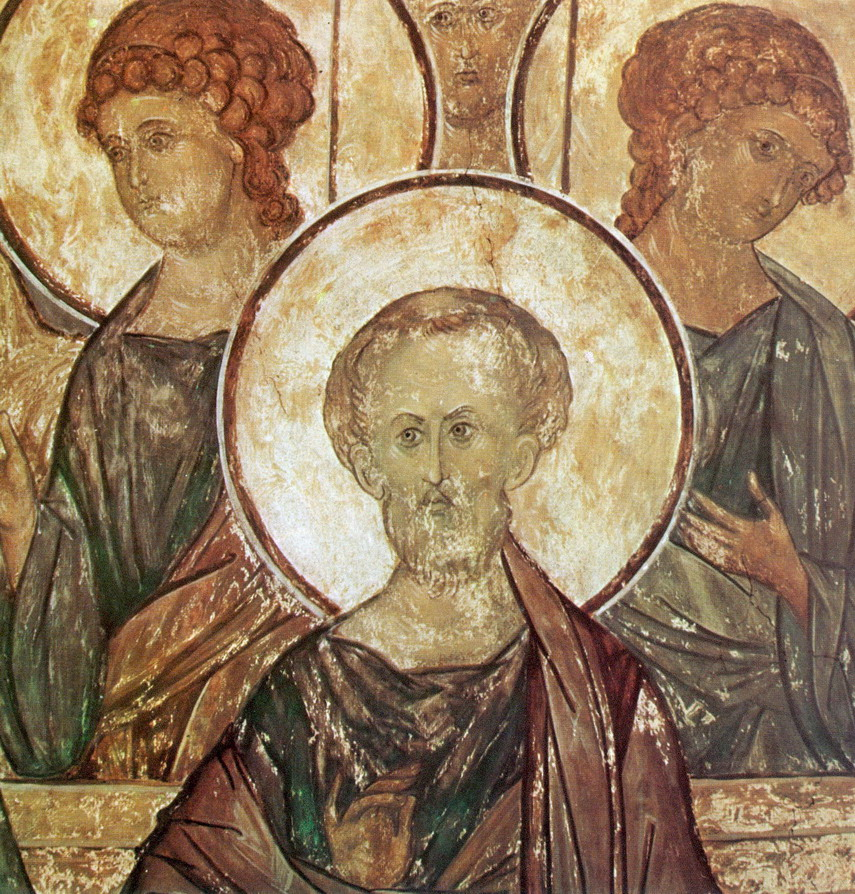
Máté evangélista 1405
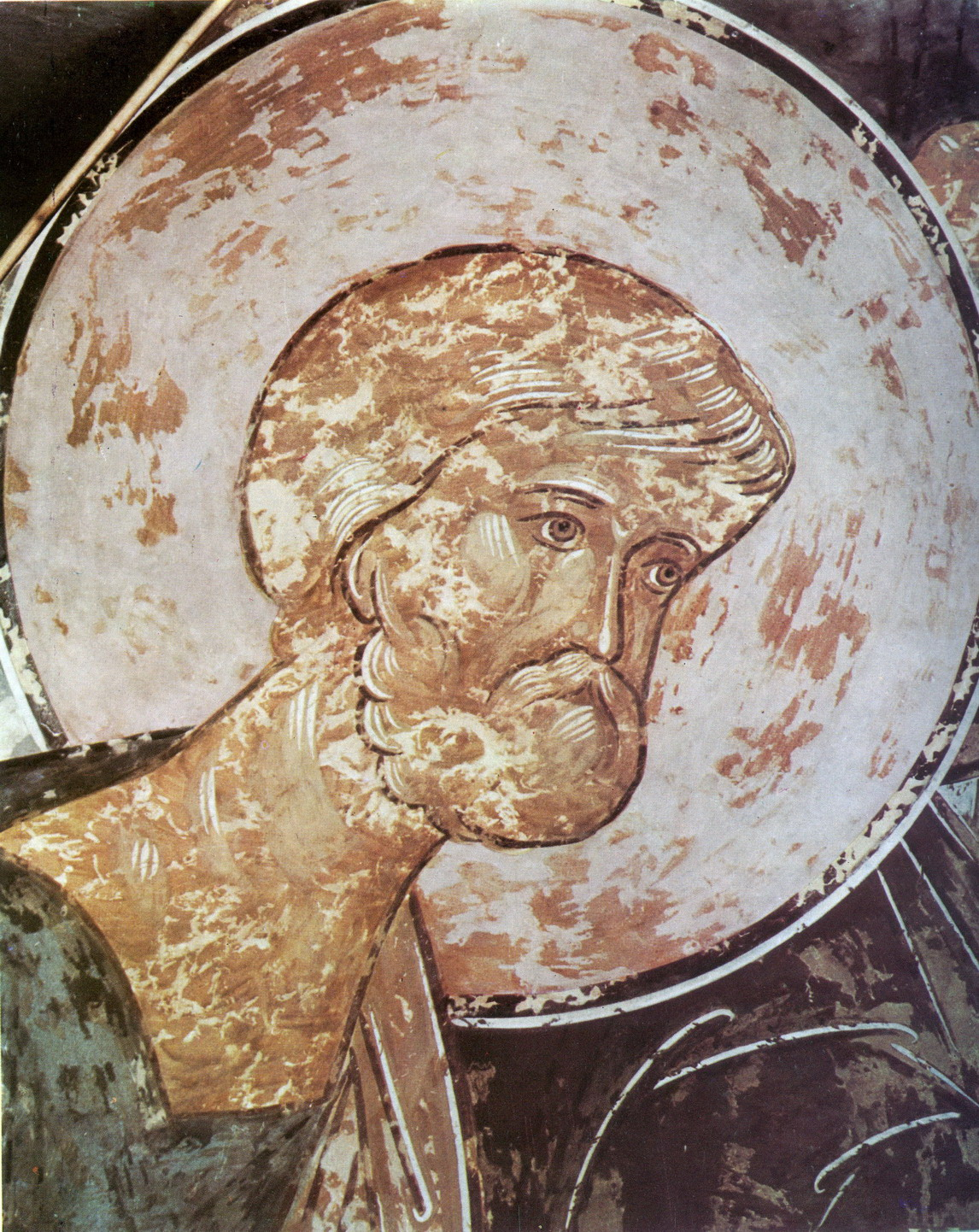
Péter apostol 1405
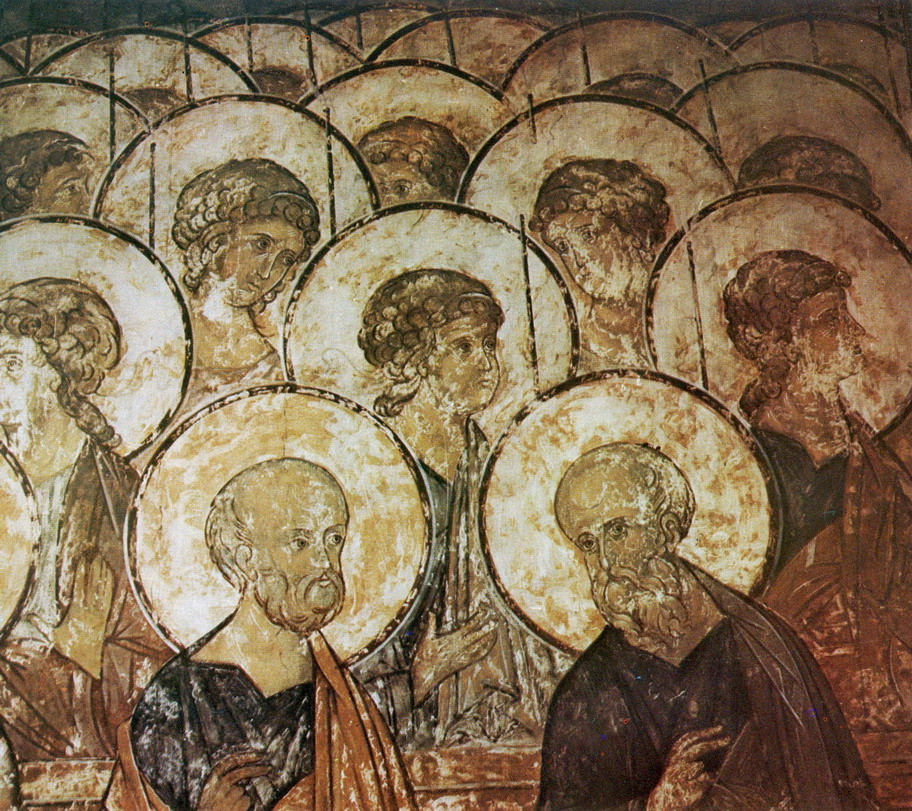
Simon és János apostolok 1405
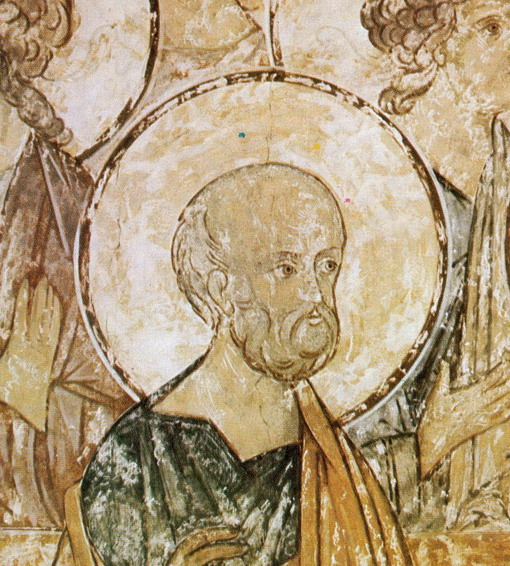
Simon apostol 1405
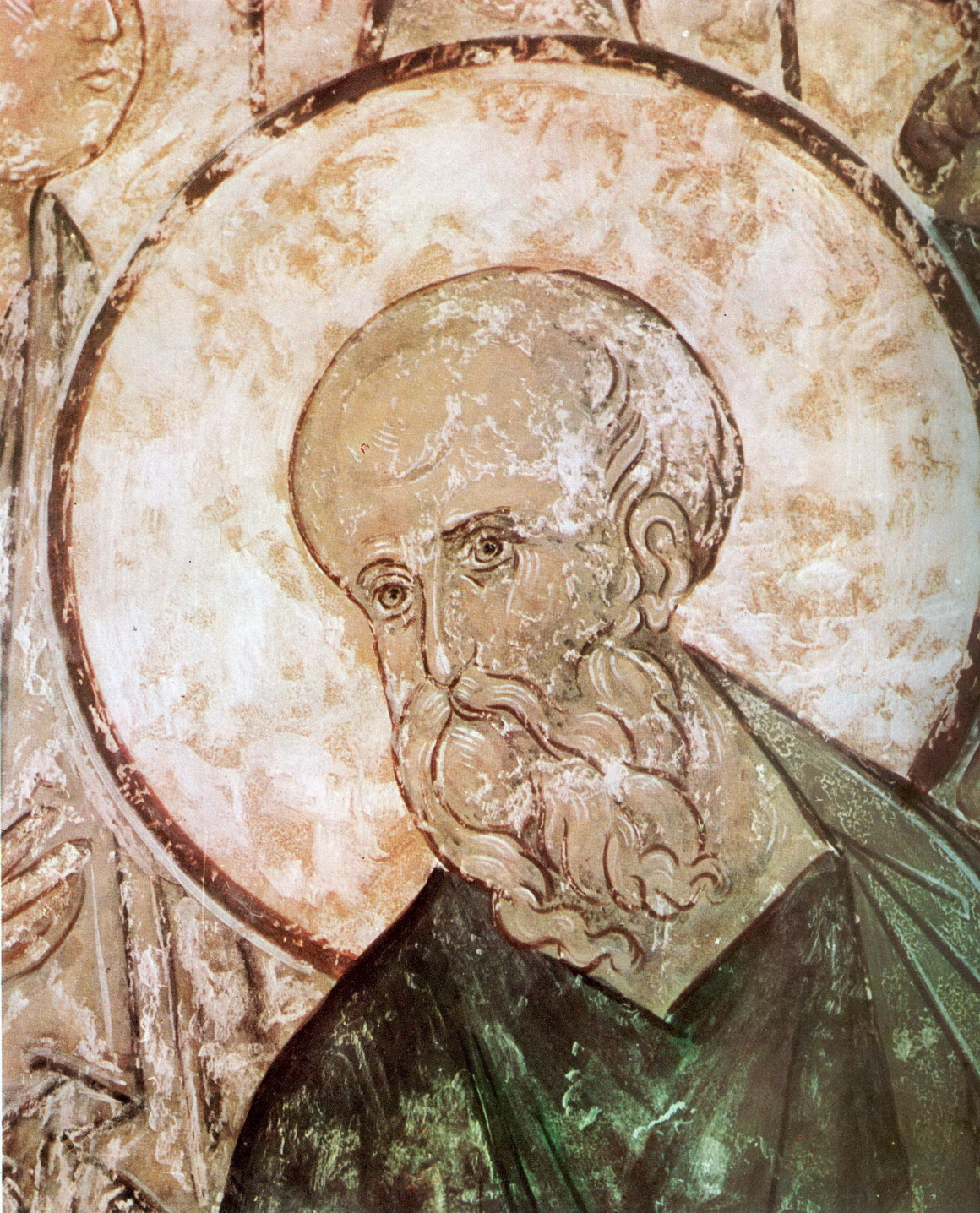
János evangélista 1405
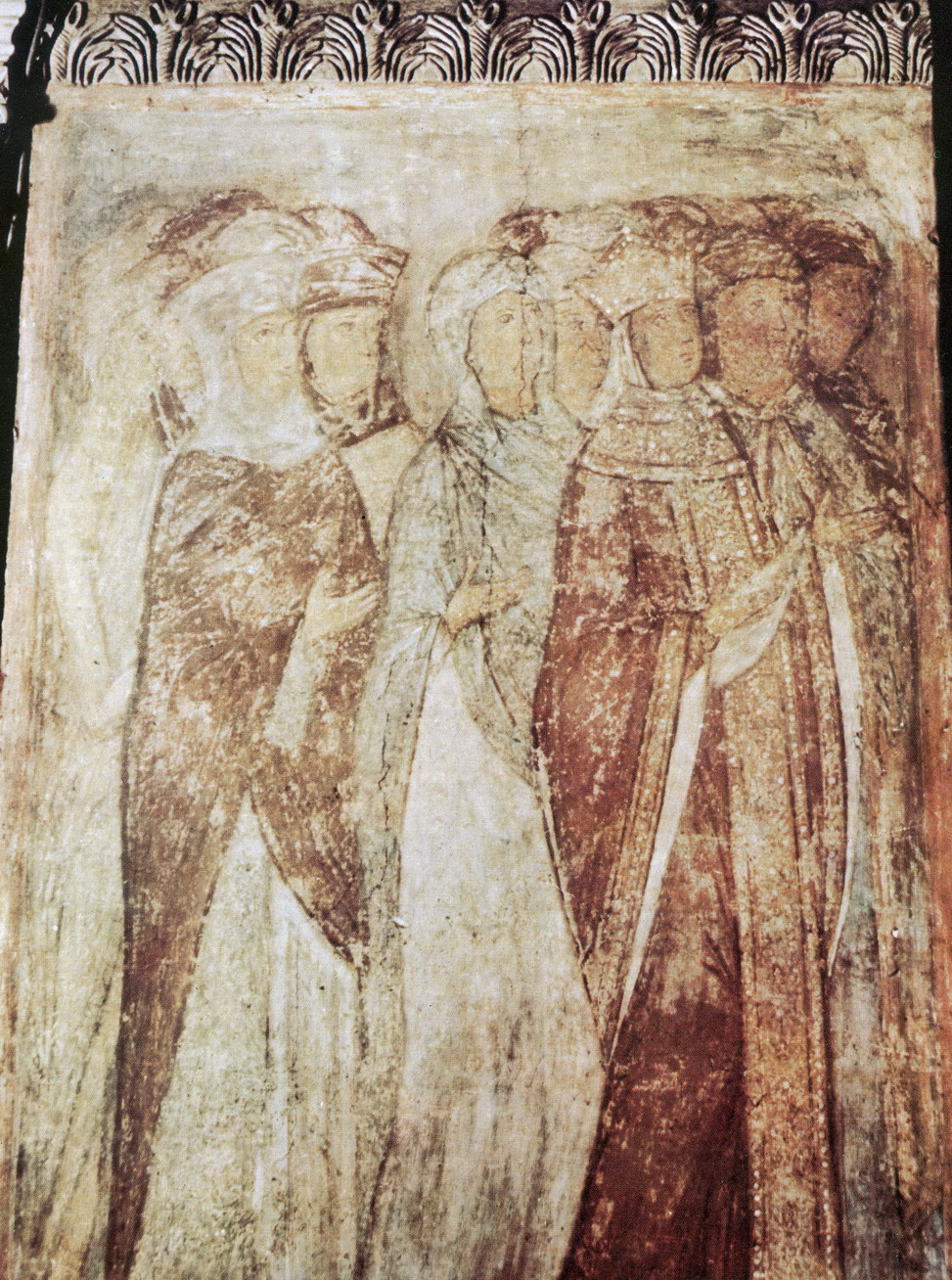
Üdvözült asszonyok 1405

Madonna Theotokosz - A Vlagyimiri Istenszülő
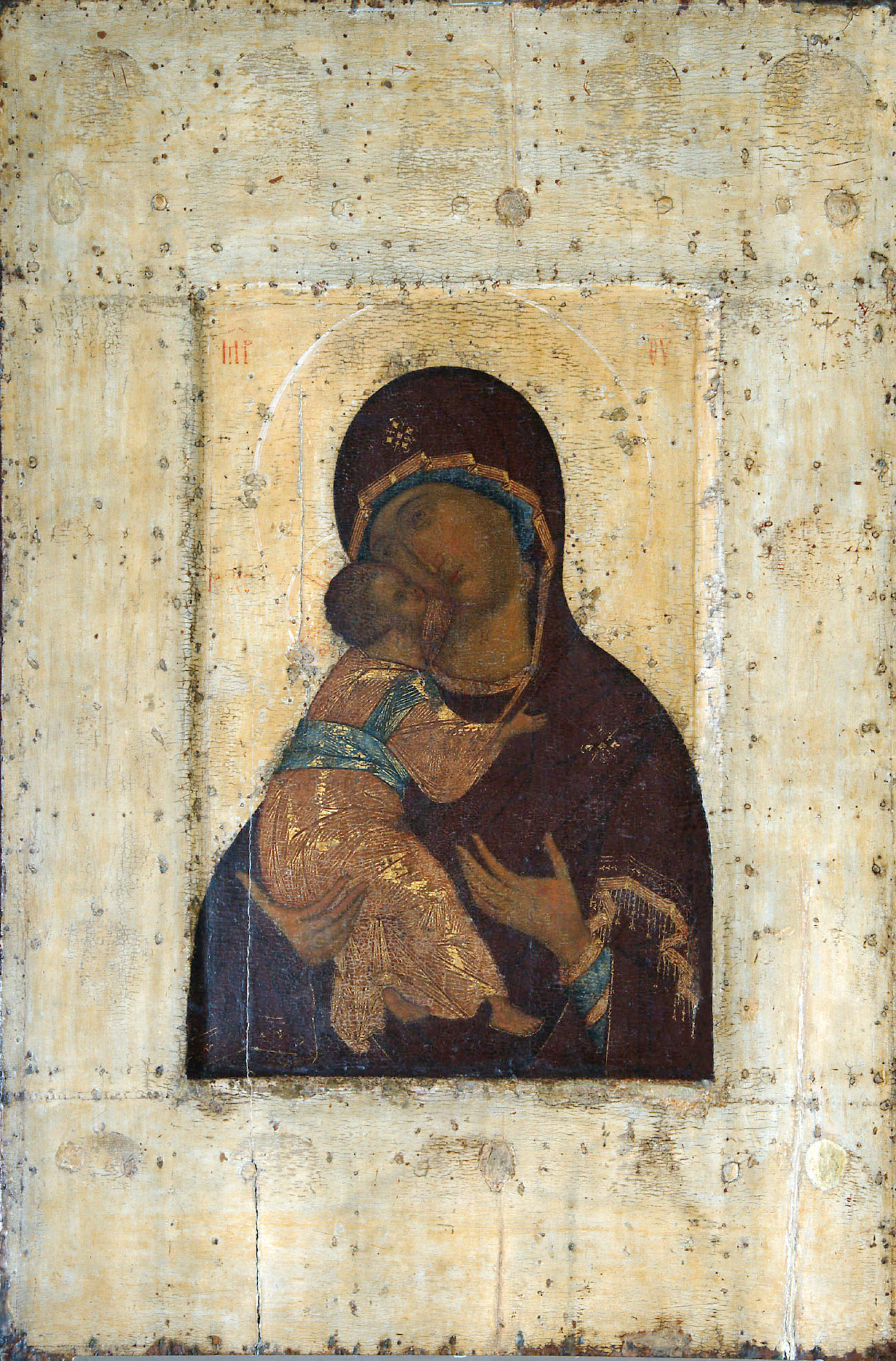
Vlagyimiri Istenszülő (Theotokosz - Madonna) 1405

Az eredeti Deészisz-sor ikonjainak száma és összeállítása bizonytalan. Az első összeállítás 9 ikonja a moszkvai Tretyakov Képtárban van. Az ikonok tervét Andrej Rubljov készítette, a képek közül az ő kezemunkája a „Pantokrátor”, a „Keresztelő Szent János” és a „Pál apostol”. A többi képet valószínűleg Rubljov irányításával tanítványai festették.

A Deészisz-sor ikonjai
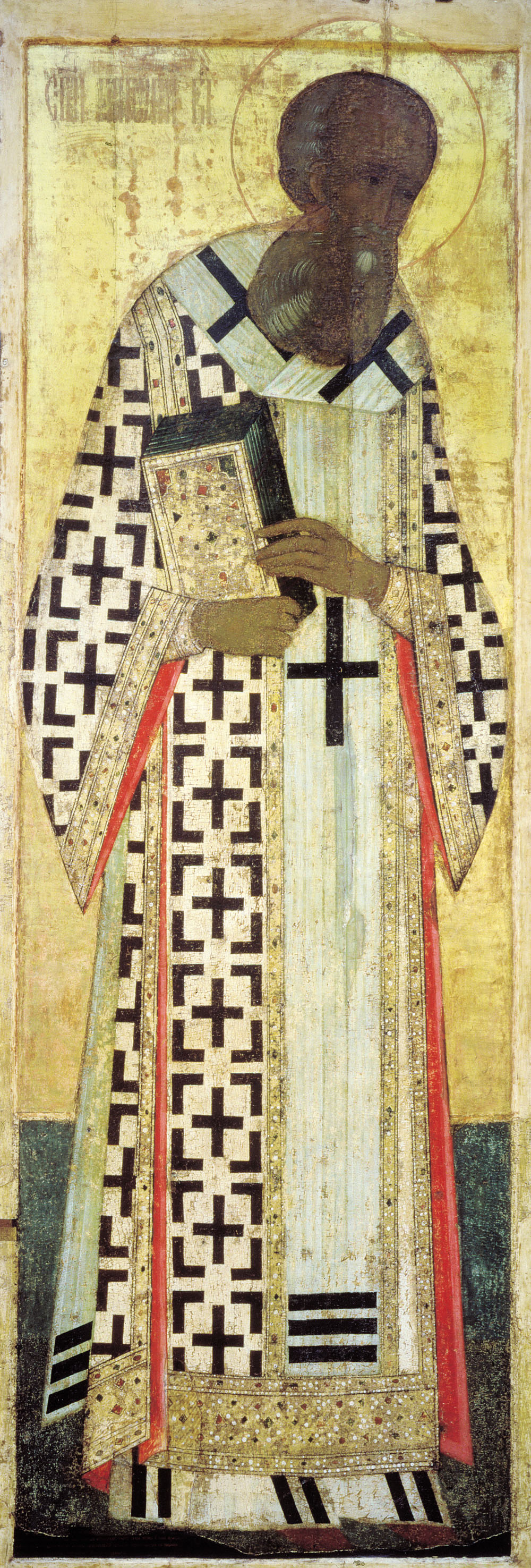
Nazianzoszi Szent Gergely Григорий Богослов 1408
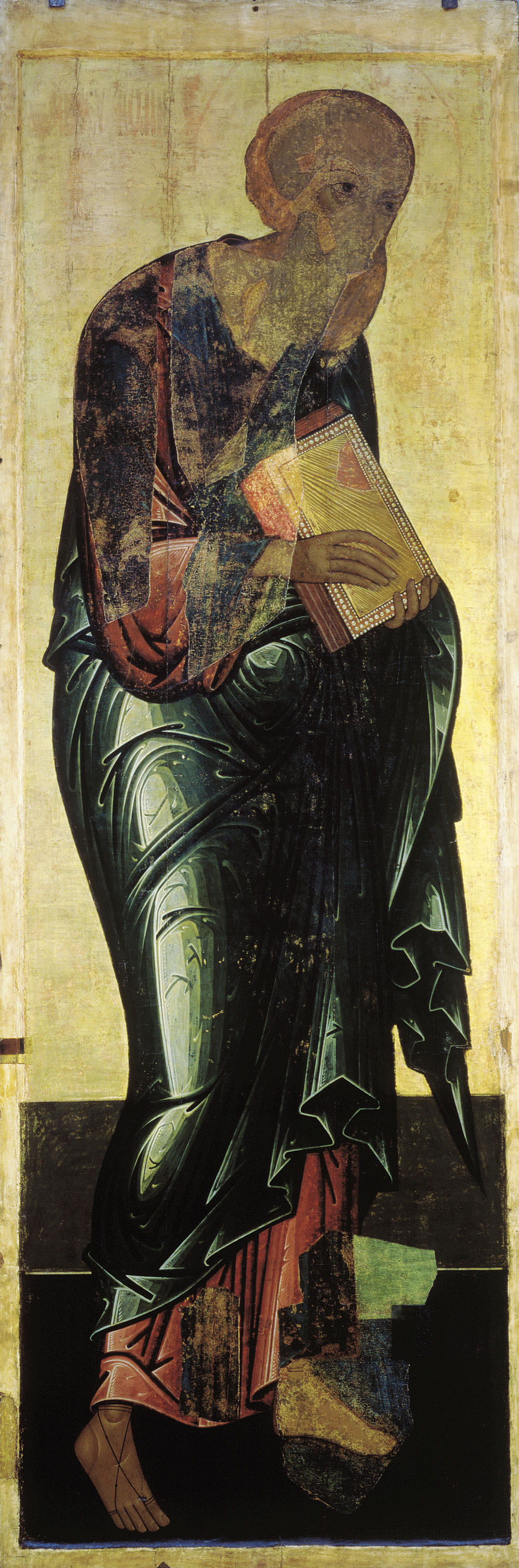
Evangélista Szent János Иоанн Богослов 1408
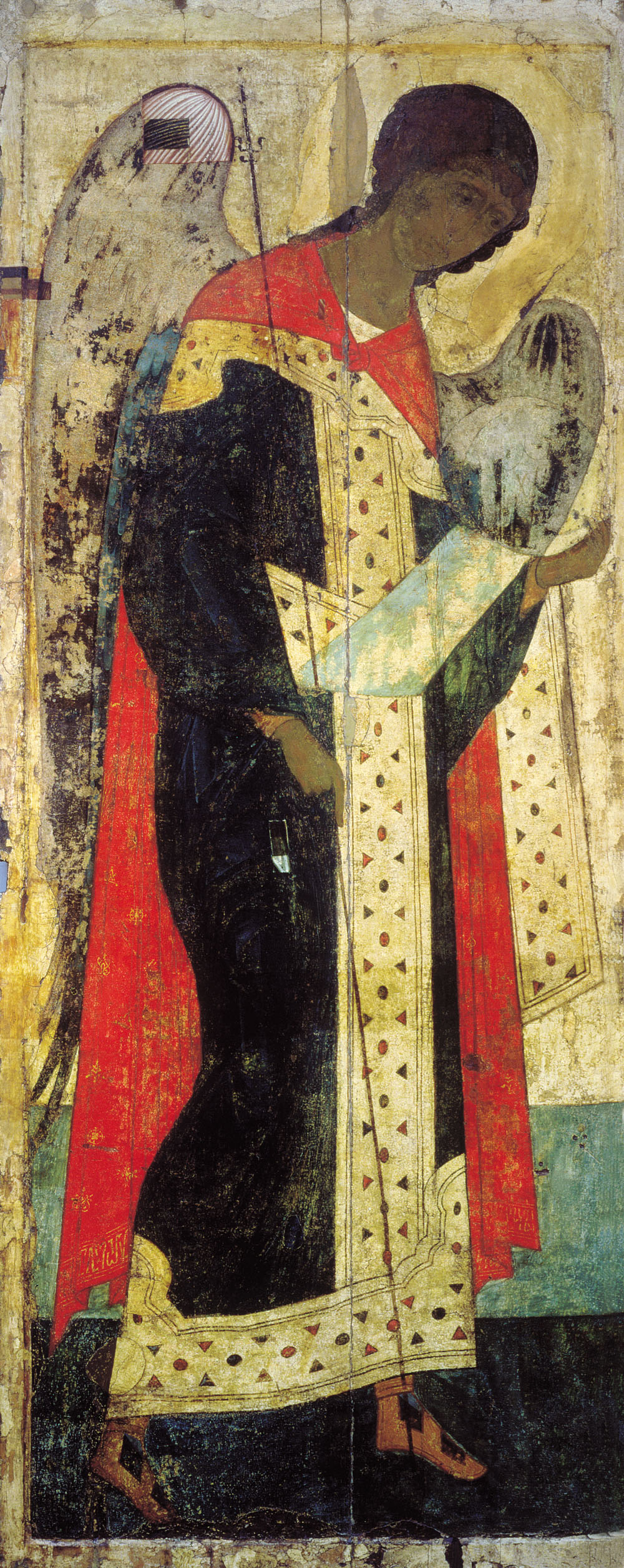
Mihály arkangyal Архангел Михаил 1408
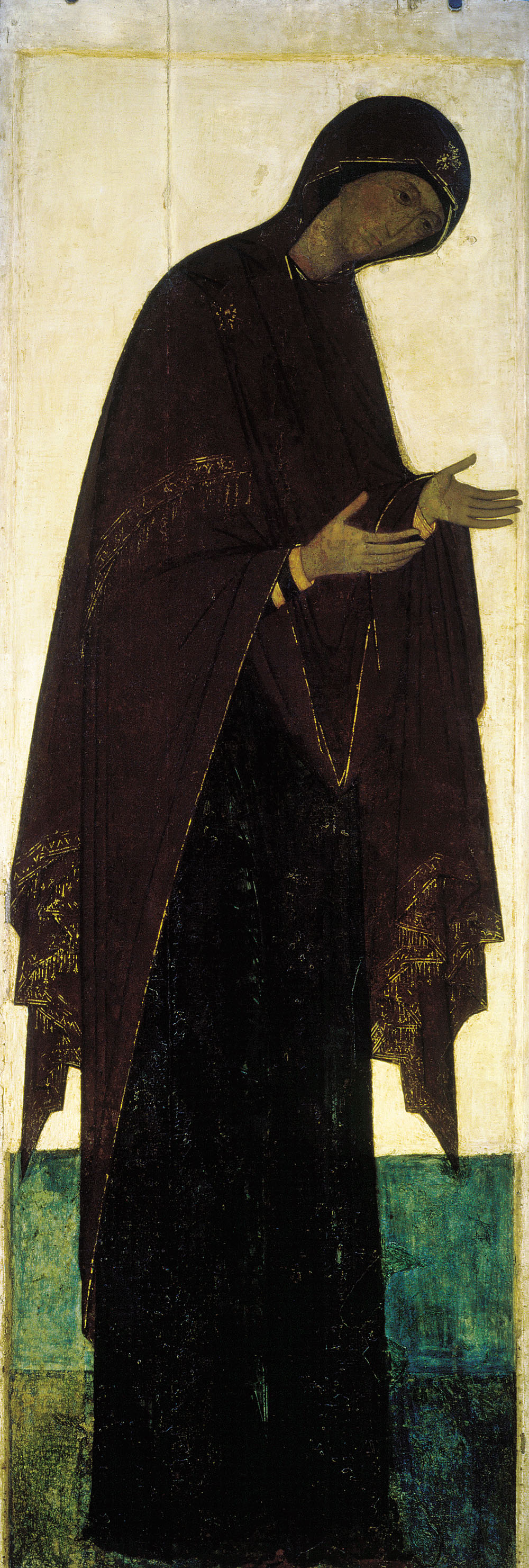
Istenszülő (Teotokosz - Madonna) Богоматерь 1408

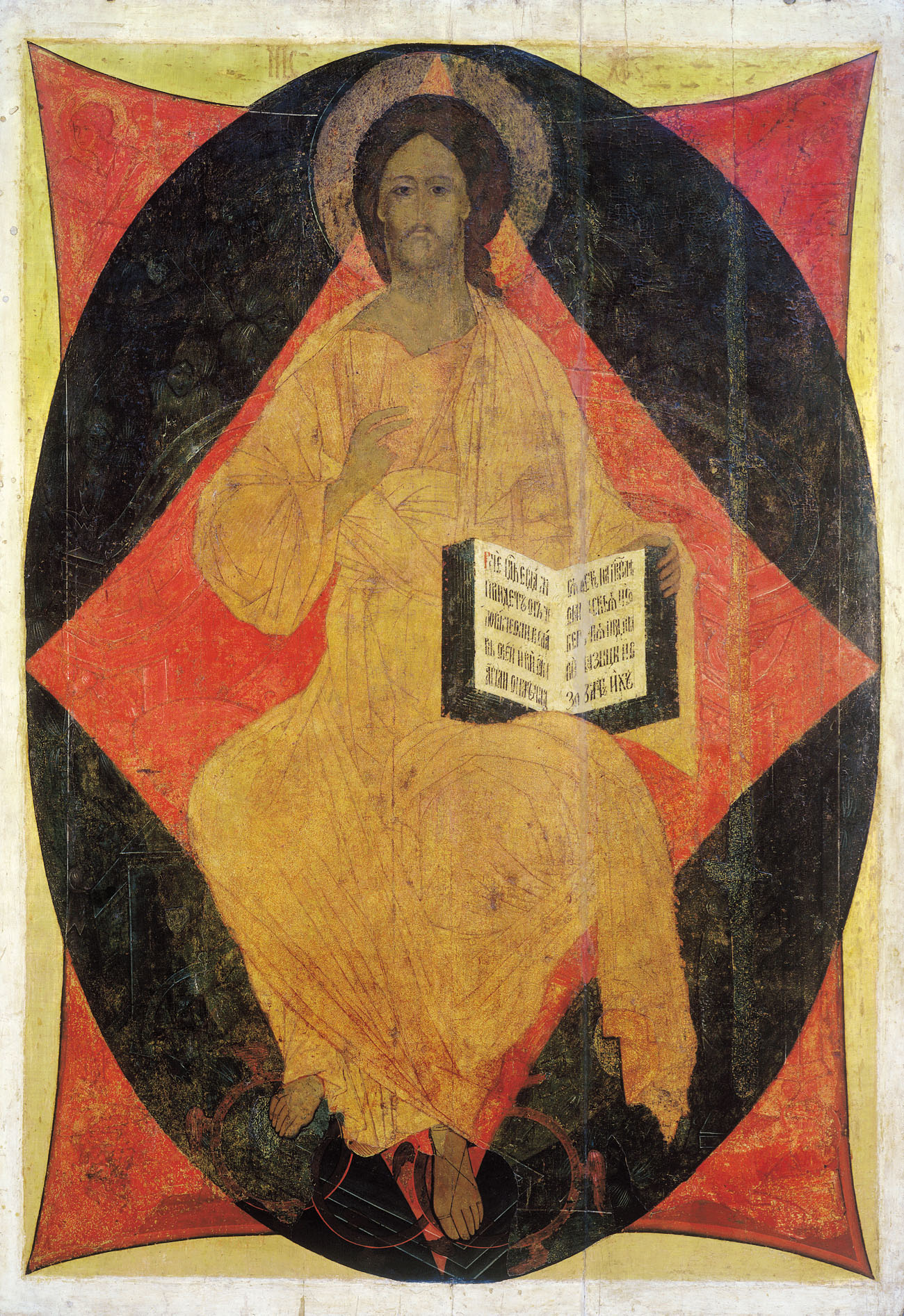
Krisztus Pantokrator Спас в силах 1408

- Keresztelő Szent János 
Иоанн Предтеча 
 1408
- Gábriel arkangyal 
 Архангел Гавриил 
 1408
- Szent András 
Андрей Первозванный 
 1408
- Aranyszájú Szent János 
Иоанн Златоуст
 1408

A Deészisz-sor lehetséges ikonjaiból kettő, a Pál és a Péter apostol a szentpétervári Állami Orosz Múzeumban van.
- Szent Péter 
Апостол Петр
 1408
- Szent Pál 
Апостол Павел
 1408

Az Ünnepnapok-sor ikonjai
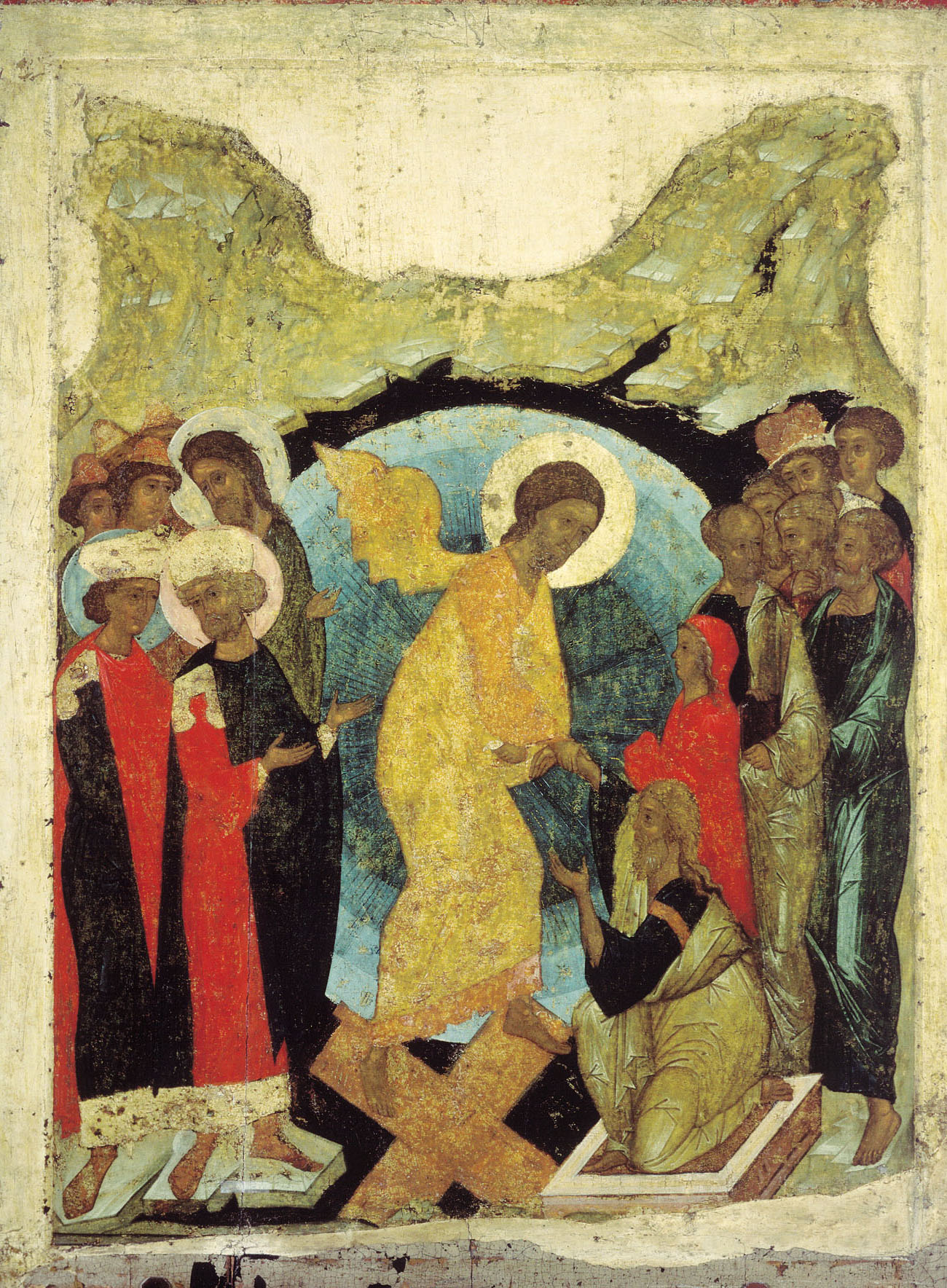
Pokolraszállás 1408-1410 (Vlagyimir)
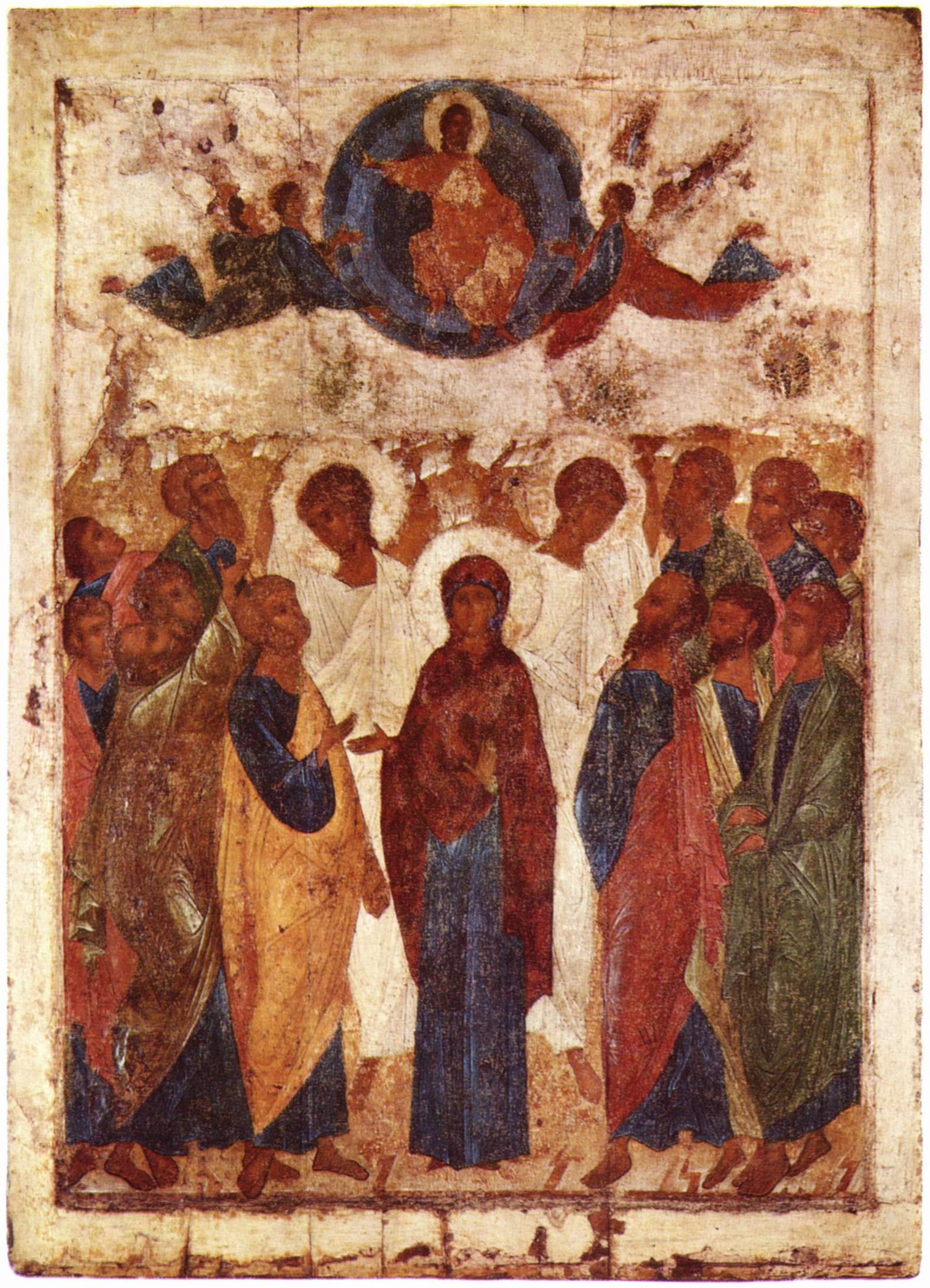
Krisztus mennybemenetele, 1408 (Moszkva, Tretyakov Galéria)

### Rozsgyesztvo Bogomatyeri templom, Zvenyigorod
Az ikonok most a moszkvai Tretyakov Képtárban vannak.

A Deészisz-sor ikonjai
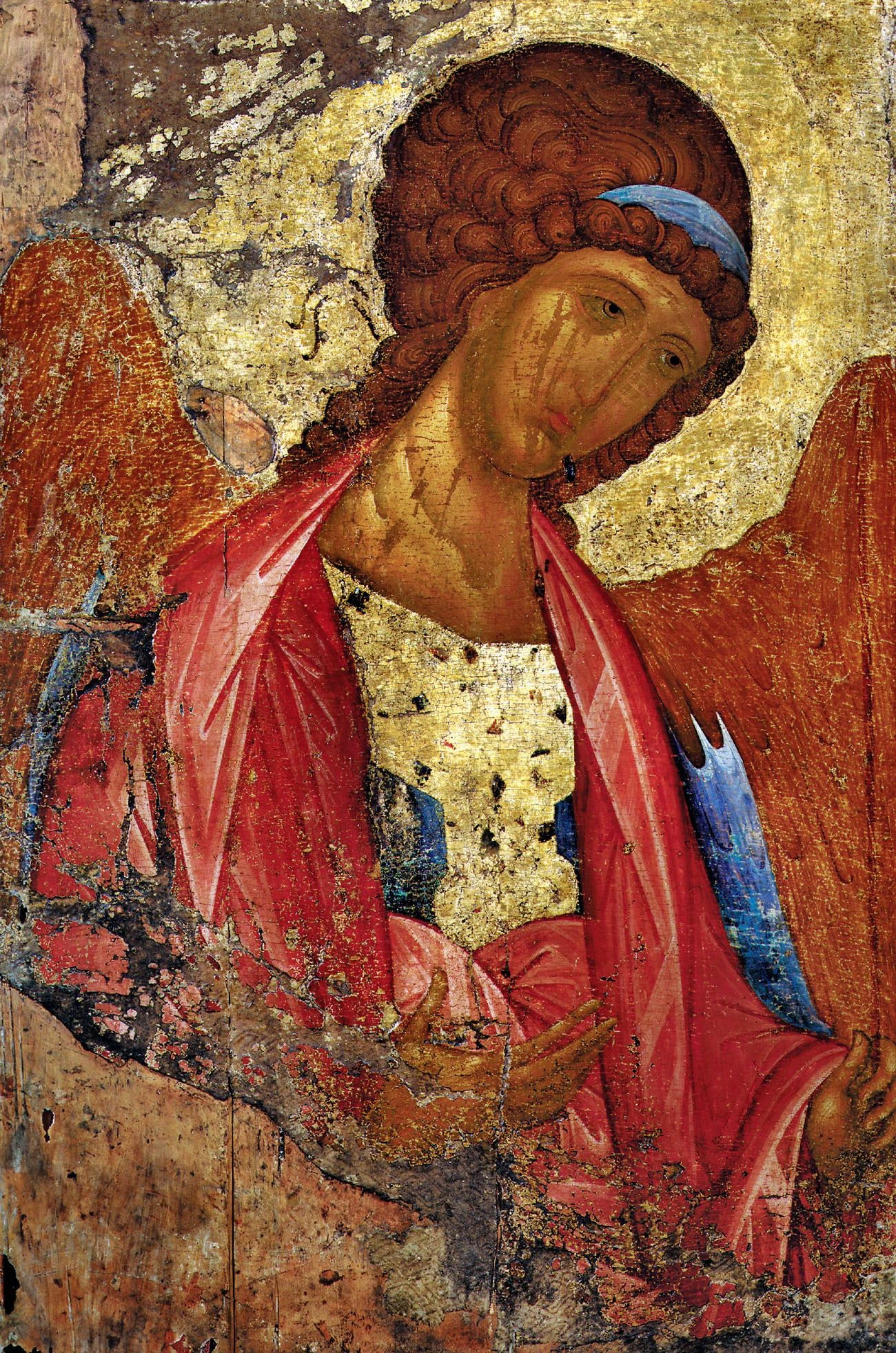
Mihály arkangyal Архангел Михаил 1410(?)
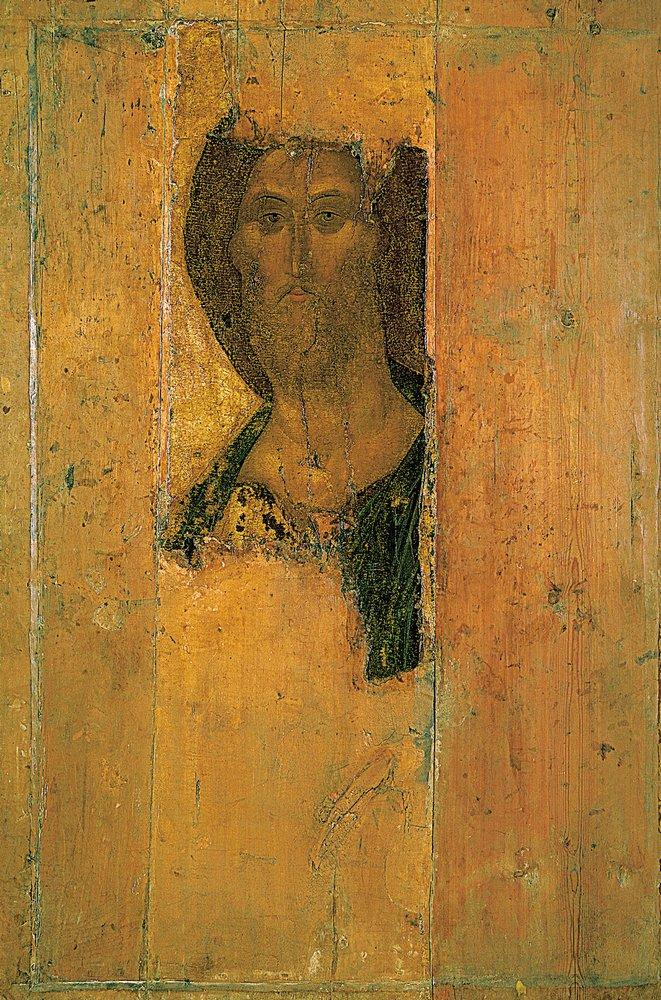
Megváltó Спас Вседержитель 1410(?)
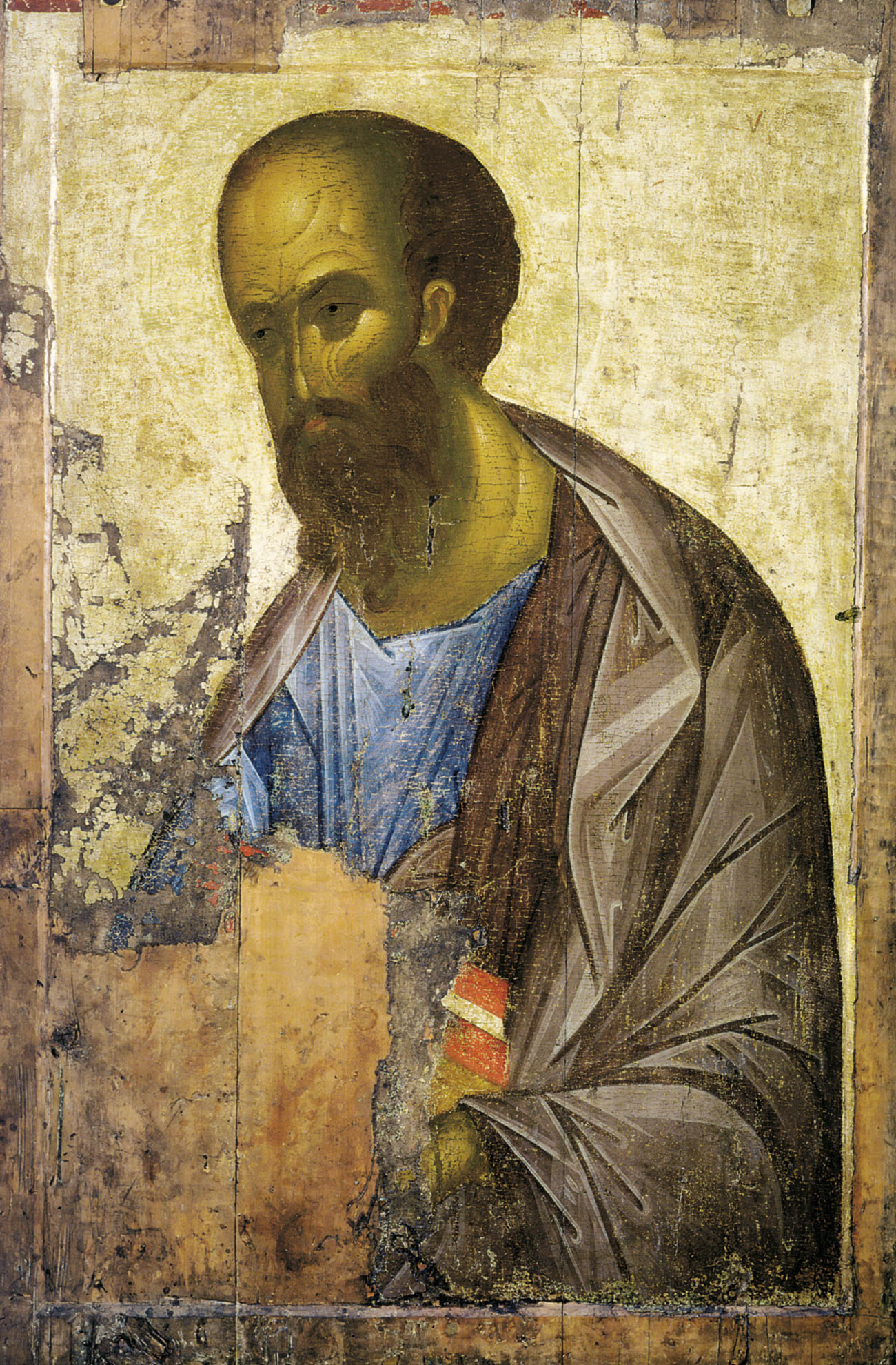
Pál apostol Апостол Павел 1410(?)

### Troickij székesegyház, Radonyezs
Az ikonok változatlan helyen, a Troice-Szergijev kolostorban maradtak – a város neve most Szergijev Poszad.

A Deészisz-sor ikonjai
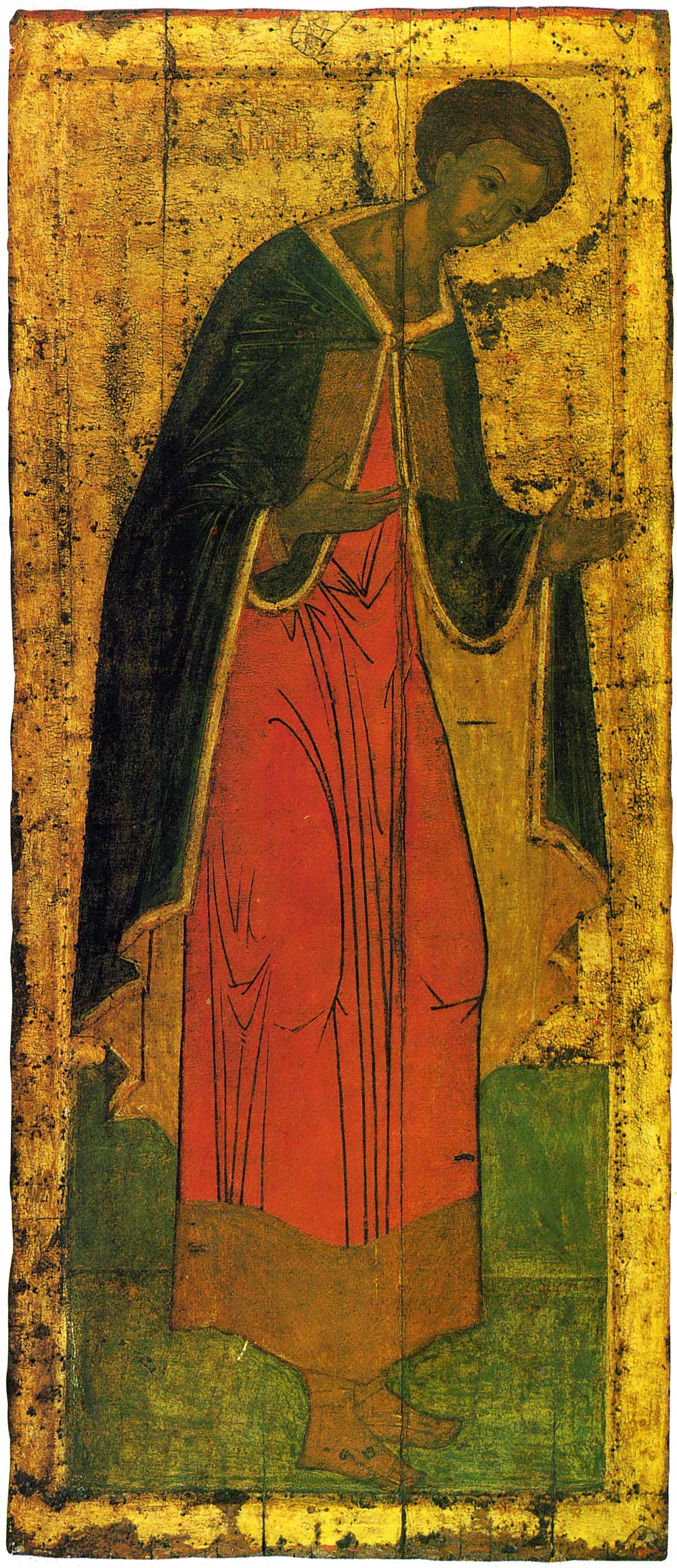
Thesszaloniki Szent Demeter Дмитрий Солунский 1427
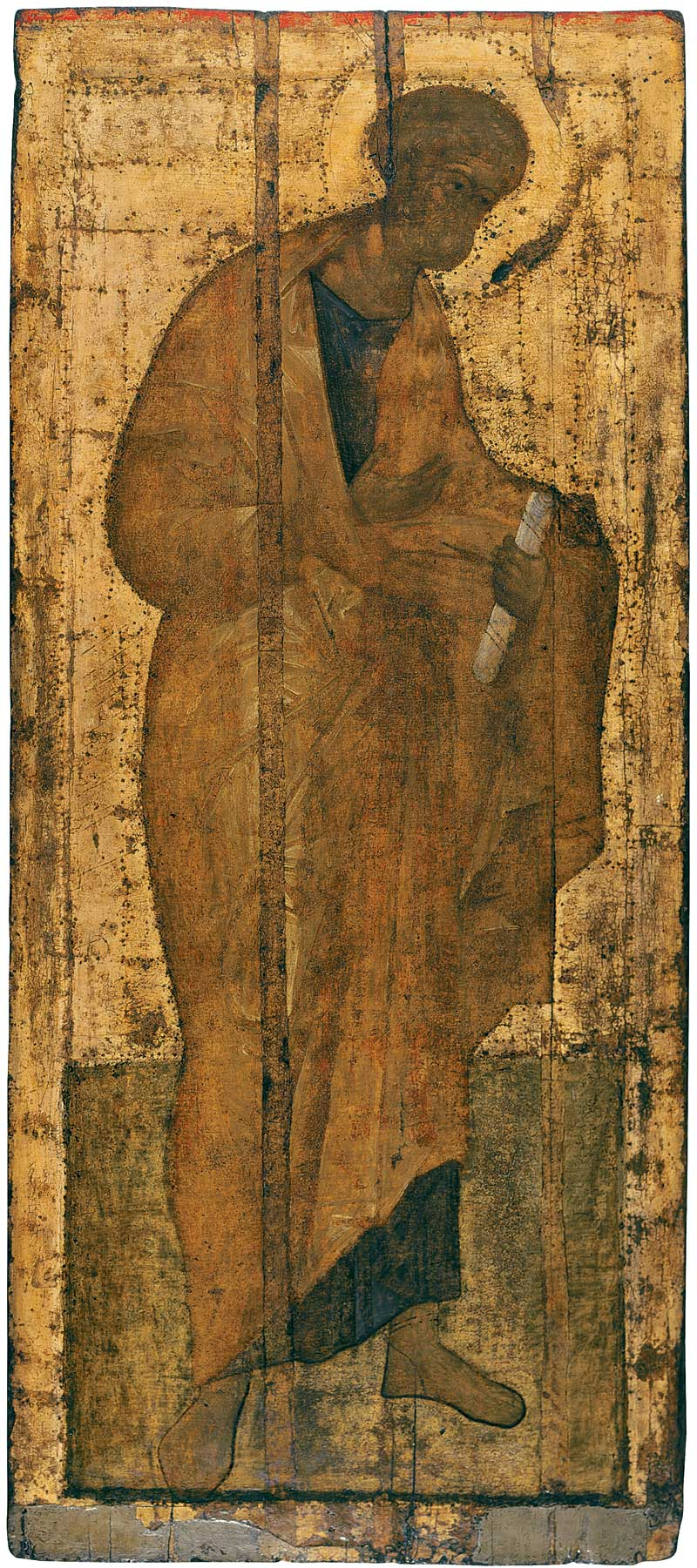
Szent Péter Апостол Петр 1427
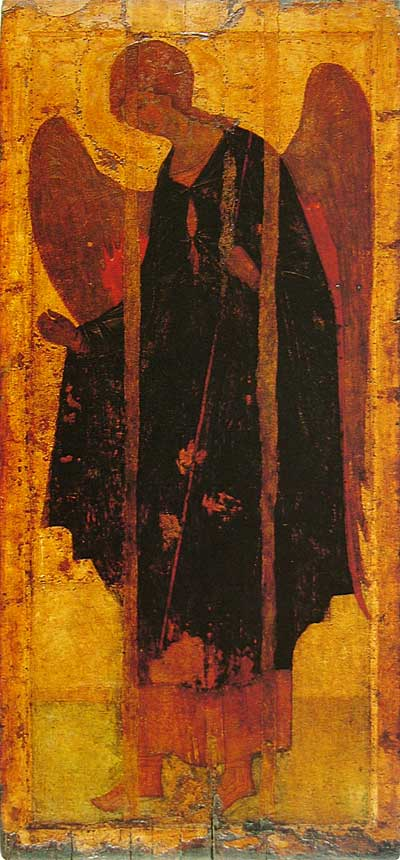
Gábriel arkangyal Архангел Гавриил 1427
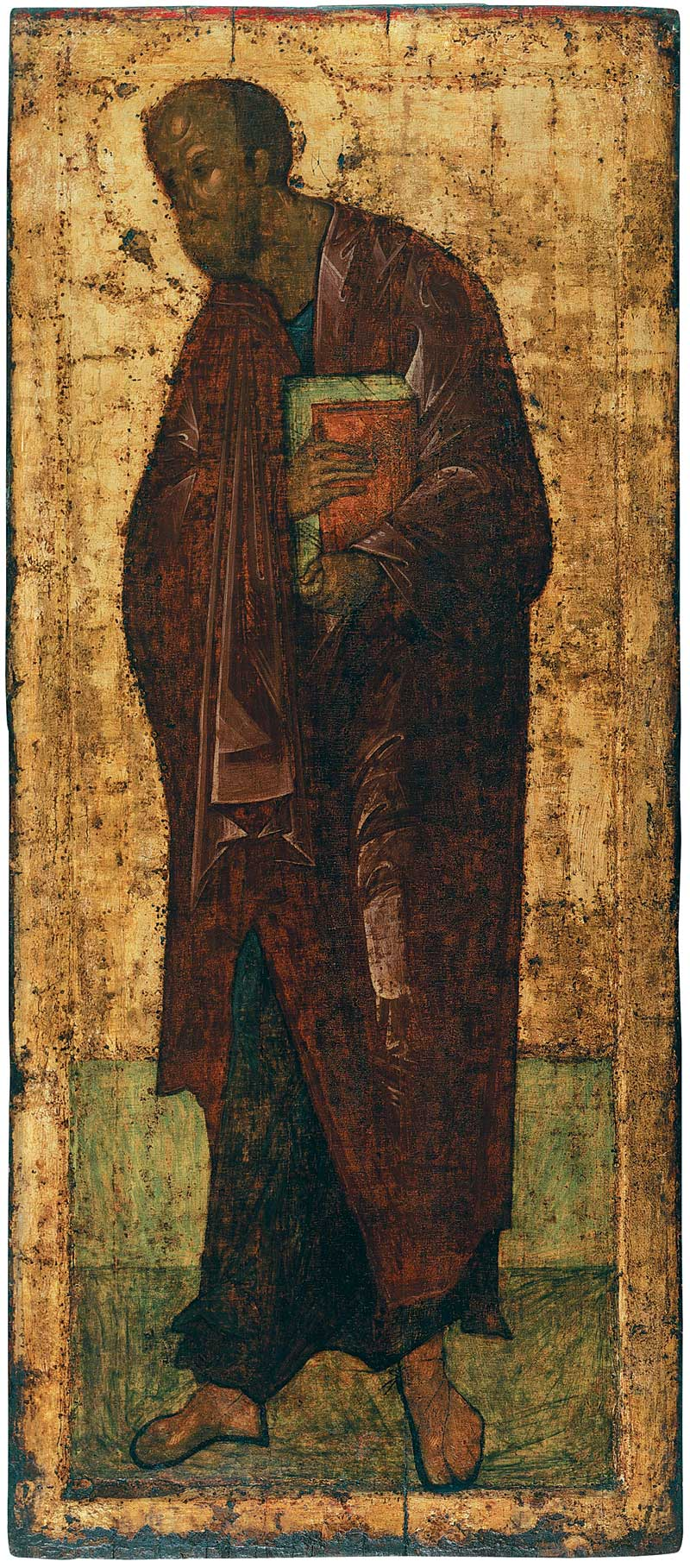
Szent Pál Апостол Павел 1427

Az Ünnepnapok-sor ikonja
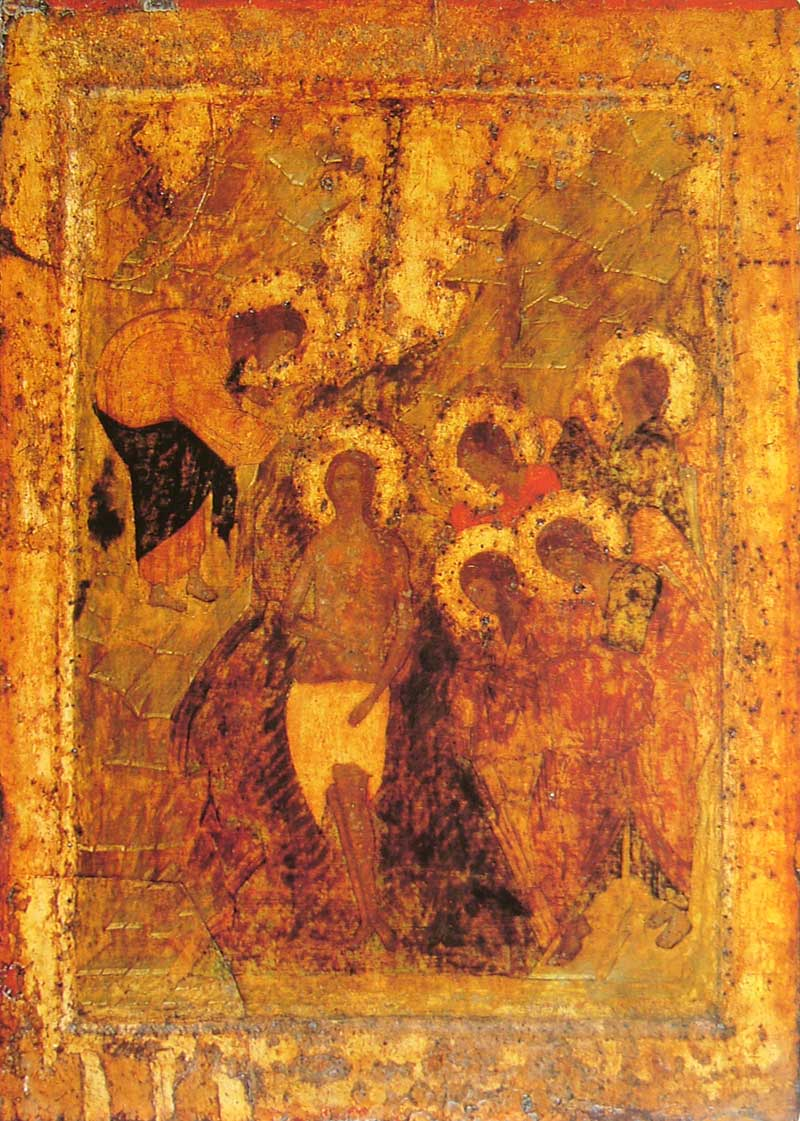
Krisztus megkeresztelése Крещение 1427

A „Csodatevő” Radonyezsi Szergij emlékére készült ikon 1929 óta a moszkvai Tretyakov Képtárban van.

A székesegyház főikonja
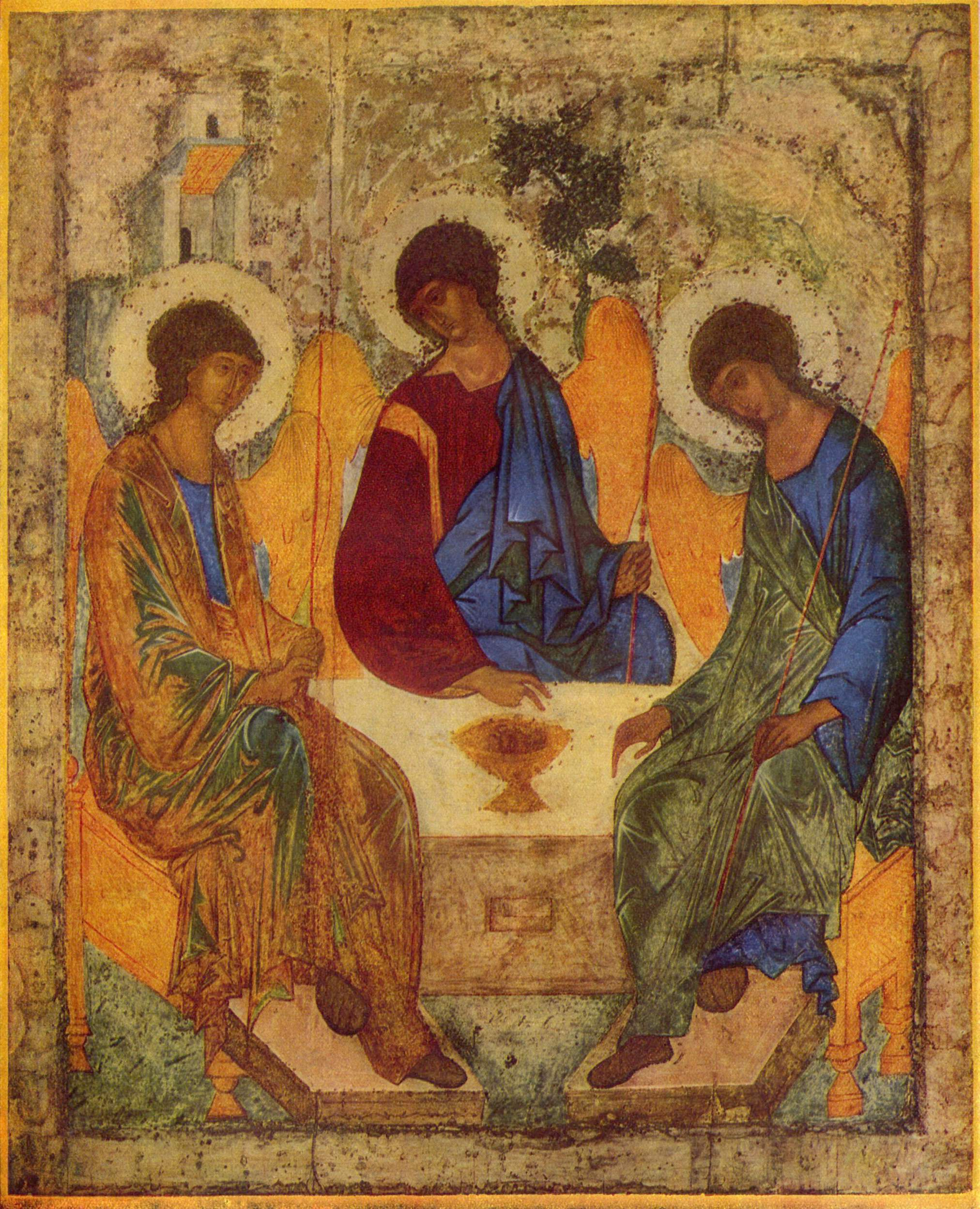
Szentháromság Троица Ветхозаветная 1427

- Szentháromság
 Троица Ветхозаветная 
 1427

## Film
Életéről Andrej Tarkovszkij készített filmet Andrej Rubljov (1966) címmel.